# Bourg-la-Reine
Pour les articles homonymes, voir La Reine.
Bourg-la-Reine est une commune française du département des Hauts-de-Seine en région Île-de-France, dans l'arrondissement d'Antony, au sud de Paris.
Elle fait partie de la métropole du Grand Paris créée en 2016.

## Géographie

### Localisation
Bourg-la-Reine est située à une dizaine de kilomètres au sud de Paris (Notre-Dame) et cinq kilomètres de la porte d'Orléans. La commune est traversée par la RD 920 (anciennement appelée RN 20) qui la traverse sur toute sa longueur, reprenant le tracé de la voie romaine via Aurelianensis, qui traversait la Gaule du sud au nord, venant d’Espagne pour aller à la Colonia Claudia Ara Agrippinensium, l’actuelle ville de Cologne.

### Hydrographie
Bourg-la-Reine est traversée d’ouest en est par le cours de l’ancien ru de la Fontaine du Moulin, appelé aussi ru des Blagis ou ru de Fontenay. Avant d'être canalisé, il passait le long de l'ancienne église de Bourg-la-Reine qui était située un peu avant le croisement de la rue de la Bièvre le long de laquelle il coulait et de l'avenue du Général-Leclerc, et qu'il finit par faire tomber en ruine par les remontées d'eau.
Canalisé et mis en souterrain, ce ru est devenu aujourd’hui le collecteur des Blagis, servant au drainage des eaux pluviales. En amont, exutoire de l’étang Colbert du Plessis-Robinson, il traverse Fontenay-aux-Roses (d’où une grande partie de ses eaux est dirigée via des collecteurs secondaires vers Choisy-le-Roi et la Seine), puis son débit allégé alimente le réservoir des Blagis, avant d’atteindre Bourg-la-Reine. L’ex-ru/collecteur se jette enfin à L'Haÿ-les-Roses dans une rivière (elle aussi mise en souterrain sur cette partie de son cours) : la Bièvre. Bourg-la-Reine est situé sur la rive gauche de celle-ci. Mais contrairement à une idée reçue, aucune partie du cours de la Bièvre n’est située sur le territoire communal réginaburgien. Suivant un axe sud-ouest/nord-est dans sa traversée de L'Haÿ-les-Roses — en direction de Paris où elle se jette dans la Seine —, la rivière ne fait que longer Bourg-la-Reine, mais sans y pénétrer.

### Lieux-dits
Le territoire de la commune comprend de nombreux lieux-dits.

#### Au nord
- La Faïencerie.
- Les Hauts-Blagis, au couchant.
- Mirebeau, à l'est des Hauts-Blagis
- Le Clos Payen, à l'ouest.
- Derrière le Clos Saint-Cyr.
- Le Petit-Bagneux, depuis 1834.
- Derrière le Jardin du Luxembourg, Tromière, à l'est.
- Les Blagis, au couchant.
- Pré Hilduin.

#### Au sud
- Clos Marchais, par la suite le Clos Saint-Cyr, au levant.
- Clos du Luxembourg, au couchant.
- Pavé de l'Haÿ, du levant au couchant.
- Les Hauts-Blagis, au couchant.
- Clos Saint-Jacques.
- Derrière le Clos Saint-Jacques.
- Petit-Chambord, depuis 1834.

### Géologie et relief
La superficie de la commune est de 186 hectares ; l'altitude varie de 43  à   77 mètres.
La commune s'étend sur une couche d'alluvions déposés par la Bièvre au-dessus de la couche de calcaire lutétien.

### Climat
En 2010, le climat de la commune est de type climat océanique dégradé des plaines du Centre et du Nord, selon une étude du CNRS s'appuyant sur une série de données couvrant la période 1971-2000. En 2020, Météo-France publie une typologie des climats de la France métropolitaine dans laquelle la commune est exposée à un climat océanique altéré et est dans la région climatique Sud-ouest du bassin Parisien, caractérisée par une faible pluviométrie, notamment au printemps (120 à 150 mm) et un hiver froid (3,5 °C).
Pour la période 1971-2000, la température annuelle moyenne est de 11,9 °C, avec une amplitude thermique annuelle de 15,3 °C. Le cumul annuel moyen de précipitations est de 644 mm, avec 10,9 jours de précipitations en janvier et 7,8 jours en juillet. Pour la période 1991-2020, la température moyenne annuelle observée sur la station météorologique la plus proche, située sur la commune de Choisy-le-Roi à 7 km à vol d'oiseau, est de 12,7 °C et le cumul annuel moyen de précipitations est de 607,2 mm,. Pour l'avenir, les paramètres climatiques de la commune estimés pour 2050 selon différents scénarios d'émission de gaz à effet de serre sont consultables sur un site dédié publié par Météo-France en novembre 2022.

### Voies de communication et transports

#### Voies routières
Bourg-la-Reine est traversé par la RD 920 (l'ancienne N 20) sur un axe nord-sud arrivant de Cachan et continuant vers Antony.
Elle se sépare en deux artères, entre la place de la Résistance au nord et celle de la Libération au sud : le boulevard du Maréchal-Joffre est l’axe de circulation nord-sud et passe notamment devant la gare de Bourg-la-Reine du RER, tandis que l’avenue du Général-Leclerc, (aujourd’hui encore désignée par les plus anciens Réginaburgiens sous son ancien nom de Grand-rue) est l’axe de circulation sud-nord.
Quant aux principaux axes est-ouest, il s'agit de :
- au nord : les rues Léon-Bloy et du Port-Galand ;
- au centre : les rues de la Bièvre, du 8-Mai-1945 et de Fontenay ;
- au sud : les avenues Galois et Victor-Hugo (D 60).

#### Pistes cyclables
Quelques pistes cyclables sont créées notamment sur les voies départementales, par exemple sur la rue de Fontenay à proximité du collège Évariste-Galois ou encore sur la RD 920 qui voit s'achever en novembre 2017 la réfection du tronçon Nord. La rue René-Roeckel, unique zone piétonne du centre-ville, est interdite aux cyclistes.
Certaines voies communales sont à circulation partagée, cycles et autos, limitées à 30 km/h.

#### Transports en commun
Bourg-la-Reine est desservi par la ligne B du RER d'Île-de-France par l'intermédiaire de la gare de Bourg-la-Reine.
Dix-huit lignes de bus relient Bourg-la-Reine à Paris et aux communes limitrophes, via les réseaux de bus de l'Île-de-France :
- sept lignes du réseau de bus RATP : 172, 192, 197, 388, 390, 391 et 394 ;
- une ligne du réseau de bus de la Bièvre : 12 ;
- deux lignes du réseau de bus Vallée Sud Bus : 6 et 7 ;
- deux lignes du Noctilien : N14 et N21.

## Urbanisme

### Typologie
Au 1er janvier 2024, Bourg-la-Reine est catégorisée grand centre urbain, selon la nouvelle grille communale de densité à sept niveaux définie par l'Insee en 2022.
Elle appartient à l'unité urbaine de Paris, une agglomération inter-départementale regroupant 407  communes, dont elle est une commune de la banlieue,,. Par ailleurs la commune fait partie de l'aire d'attraction de Paris, dont elle est une commune du pôle principal,. Cette aire regroupe 1 929 communes,.

### Morphologie urbaine
| Type d'occupation           | Pourcentage | Superficie (en hectares) |
| --------------------------- | ----------- | ------------------------ |
| Espace urbain construit     | 92,54 %     | 137,21                   |
| Espace urbain non construit | 7,46 %      | 13,97                    |
| Espace rural                | 0,00 %      | 0,00                     |
| Source : Iaurif             |             |                          |

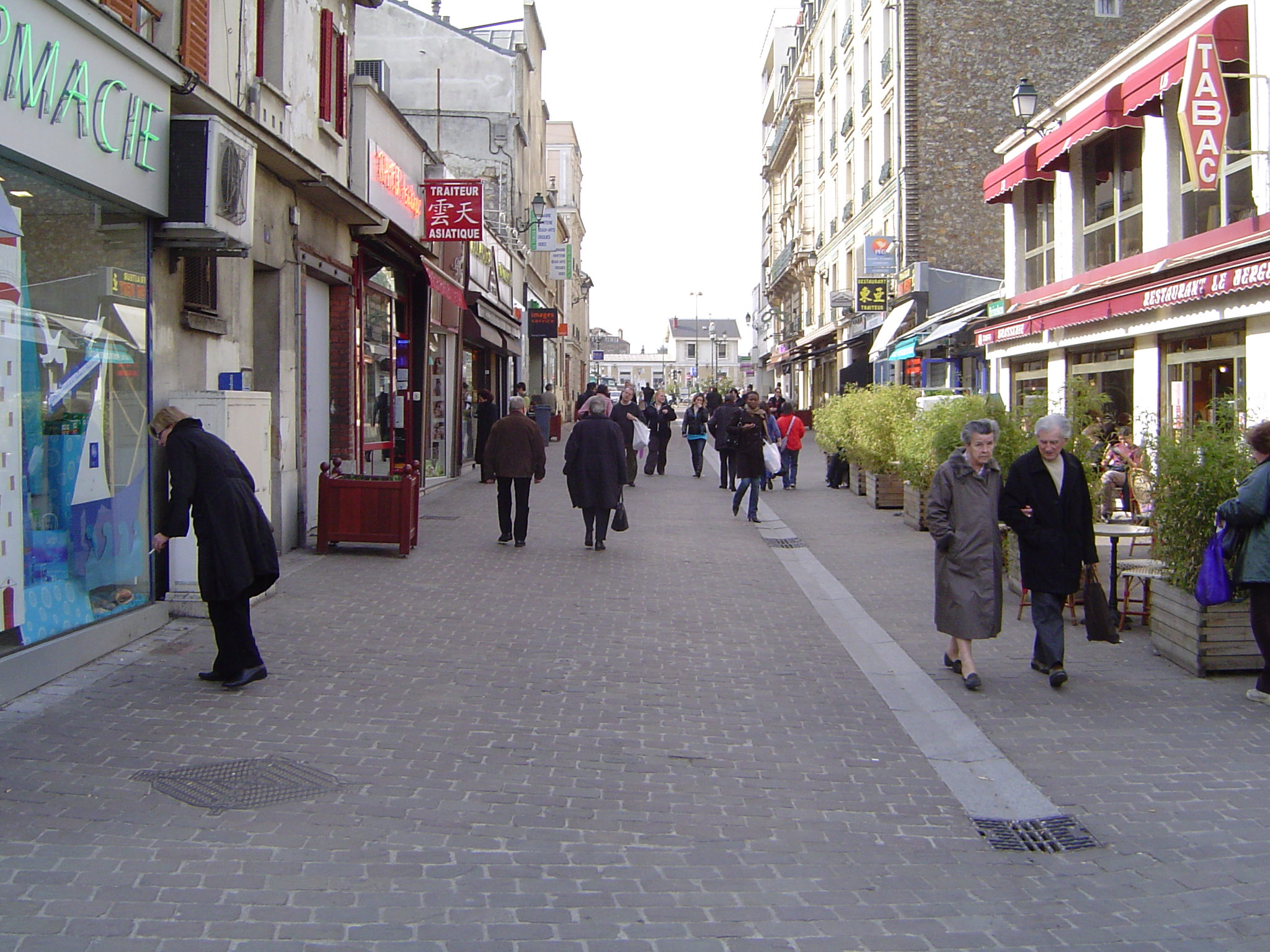
La rue piétonne, en centre-ville, en mars 2009.

L’Insee découpe la commune en huit îlots regroupés pour l'information statistique soit les Bas-Coquarts - les Blagis, le Port-Galant, le Clos du Luxembourg – Centre-ville, Mirebeau, la Faïencerie – le Clos Saint-Cyr, le Pavé de l’Haÿ, le Petit Chambord.

### Habitat et logement
Le sud et l'est de la ville sont majoritairement pavillonnaires. Les immeubles d’appartements et résidences sont principalement érigés dans le centre et le long de la RD 920 (anciennement route nationale 20), le nord-ouest et le sud de la ville. Une minorité des immeubles sont des HLM, soit isolés dans la ville, comme près du gymnase de la Faïencerie, ou concentrés au nord-ouest (Bas-Coquarts), à proximité de Bagneux.
En 2019, le nombre total de logements dans la commune était de 10 032, alors qu'il était de 9 683 en 2014 et de 9 493 en 2009.
La commune ne respecte pas les prescriptions qui lui sont faites par l'article 55 dse la Loi SRU de 2000 de disposer d'au moins de 25 % de logements sociaux : Elle est passée de 18,41 % de logements sociaux par rapport à son parc de résidences principales en 2015 à 18,41 % en 2018. Elle envisage d'atteindre le minimum requis en 2025
Parmi ces logements, 91,5 % étaient des résidences principales, 2,1 % des résidences secondaires et 6,4 % des logements vacants. Ces logements étaient pour 19 % d'entre eux des maisons individuelles et pour 80,4 % des appartements.
Le tableau ci-dessous présente la typologie des logements à Bourg-la-Reine en 2019 en comparaison avec celle des Hauts-de-Seine et de la France entière. Une caractéristique marquante du parc de logements est ainsi une proportion de résidences secondaires et logements occasionnels (2,1 %) inférieure à celle du département (3,8 %) mais supérieure à celle de la France entière (9,7 %). Concernant le statut d'occupation de ces logements, 50,2 % des habitants de la commune sont propriétaires de leur logement (50,6 % en 2014), contre 42,6 % pour les Hauts-de-Seine et 57,5 pour la France entière.
| Typologie                                               | Bourg-la-Reine | Hauts-de-Seine | France entière |
| ------------------------------------------------------- | -------------- | -------------- | -------------- |
| Résidences principales (en %)                           | 91,5           | 89,7           | 82,1           |
| Résidences secondaires et logements occasionnels (en %) | 2,1            | 3,8            | 9,7            |
| Logements vacants (en %)                                | 6,4            | 6,5            | 8,2            |

### Aménagements récents
La rue René-Roeckel (Bourg-la-Reine) entre la gare de Bourg-la-Reine et la mairie a été aménagée en rue piétonne, seulement accessible aux véhicules d’urgence ou exceptionnellement autorisés.

## Toponymie
Les noms de Burgum Reginæ et Burgus Reginæ sont attestés depuis le début du XIIe siècle. En 1230, on trouve juxta Burgum Reginæ in censiva dicts Abbatis et en 1247, Burgo Reginæ.
De nombreuses hypothèses ont été échafaudées quant à la reine dont il s'agit. On a parlé de Blanche de Castille, la mère de Louis IX de France mais celle-ci ayant régné au XIIIe siècle, ce n'est pas possible. Cependant diverses traditions anciennes mentionnent la présence ou le passage d'une reine ; le nom de Bourg-la-Reine se serait fixé finalement en référence à la reine Adélaïde de Savoie, épouse de Louis VI le Gros. De fait, le couple royal fonde en ce lieu en 1134 un établissement pour l'abbaye des Dames de Montmartre au lieu-dit Vert Pré,.
En 1793, la commune est renommée « Bourg de l’Égalité », puis « Bourg-Égalité » en 1801 puis de nouveau « Bourg-la-Reine » en 1812.

## Histoire

### Préhistoire
Des silex et une hache en pierre trouvés dans le quartier de la Fontaine Grelot à Bourg-la-Reine, ainsi que des haches en bronze, témoignent de la présence humaine durant la période préhistorique.

### Moyen Âge

#### XIIesiècle
La seigneurie de Bourg-la-Reine est donnée par Louis VI le Gros (1081-1137) en octobre 1132 aux dames de l'abbaye de Montmartre, fief qu'il avait obtenu des religieuses de l'abbaye Notre-Dame d'Yerres en échange de la terre d'Inoilliers sur la paroisse de Briis-sous-Forges, qu'il avait acquis auprès des chanoines de Notre-Dame de Paris. Les dames d'Yerres tenait cette terre soit par aumône ou par l'une des religieuses, abbaye de Montmartre qu'il avait fondée avec sa femme la reine Adélaïde de Savoie : elle le garde jusqu'à la Révolution, sauf de 1710 à 1736 où les dames de Montmartre sont obligées d'aliéner leur domaine par impécuniosité en faveur du duc du Maine. Cette terre a également porté le nom de Pré Hilduin suivant une charte de 1160 de Louis VII, restituant une terre  sise au Pont-la-Reine,.
Les religieuses de Montmartre firent élever l'église de Bourg-la-Reine en 1152 à l'entrée du village en venant de Paris. Ce bâtiment subit les affres du temps et des conflits et fut reconstruit en 1200.

#### XIIIesiècle
Thomas de Mauléon, abbé de l'abbaye de Saint-Germain-des-Prés, devenu seigneur du Bourg-la-Reine en 1247, affranchit les habitants.

#### XIVesiècle
En août 1346, lors de la chevauchée d’Édouard III, Bourg-la-Reine subit le pillage des soudards anglais.
En 1360, Édouard III d'Angleterre y passe la nuit alors que son armée assiège vainement Paris. Henri II de Bourbon-Condé et Henri IV y campent.

#### XVesiècle
En 1470, on note le passage de Louis XI et un recensement indiquant une centaine d'habitants à la même époque[réf. nécessaire].

### Temps modernes

#### XVIesiècle
En 1544-1549  le Chapitre de l'église Saint-Benoît a une rente sur « les Trois rois » à Bourg-la-Reine, 1544-1549 (d. 4);
La léproserie dite de la Bulbienne, donnée par Charles IX à l'Hôtel-Dieu de Paris et située près du bourg, est détruite en 1564.
Puis viennent des temps noirs avec des brigandages en tous genres, guerres de Religion (1562-1598) et le massacre de la Saint-Barthélemy en 1572, puis la Fronde en 1648 puis la guerre de Trente Ans, la seconde Fronde, et la terrible année 1652 avec sa crise économique, la famine et la peste.
L'église, bâtie en 1152 par les religieuses de Montmartre puis reconstruite en 1200, est ruinée, pillée et brûlée par les huguenots, en 1567 pendant les guerres de Religion.
Il reste de cette époque troublée la harangue faite au roi Henri III par M. de Pybrac pour le roi de Navarre lorsque sa femme, la reine Louise de Lorraine-Vaudémont, reçoit un mauvais traitement à Bourg-la-Reine.
En 1600, la ville obtient la permission de s'entourer de murailles, dont, à la fin du XIXe siècle, on pouvait encore voir deux portes à l'entrée et à la sortie de la ville.
En 1526, on déplore une crue de la Bièvre et en 1579 une nouvelle crue affecte son affluent la rivière de Fontenay dit aussi ruisseau de Bourg-la-Reine ou ru de la Fontaine des Moulins.
Henri IV fait bâtir une maison de campagne accompagnée d'un assez grand parc, dont il fait cadeau à Gabrielle d'Estrées. C'est dans cette maison qu'en 1722, Louis XV reçoit l'infante d'Espagne.

#### XVIIIesiècle
En 1709, 68 feux sont recensés et en 1745 ils sont 88 dans le dénombrement de l'Élection publié par Doisy. Le Dictionnaire Universel de France donne pour 1726 une population de 400 habitants.
Le fief est acquis en 1710 par Louis-Auguste de Bourbon (1670-1736), duc du Maine qui possède Sceaux aux dépens des religieuses de Montmartre, obligées d'aliéner leur domaine par suite d'impécuniosité jusqu'en 1736 à la mort de ce dernier.

### Révolution française et Empire
En 1789, le directeur de la manufacture de faïence est élu syndic de la commune. Le cahier de doléances fait mention des mêmes revendications que les autres communes de France, on note toutefois la demande de la reconstruction du pont sur le ruisseau de Fontenay en direction de l'Haÿ et la suppression de la Caisse, c'est-à-dire le privilège de marché des communes de Sceaux et de Poissy.[réf. nécessaire]
Les biens du chapitre Notre-Dame sont confisqués le 20 juillet 1790.[réf. nécessaire]
La Garde nationale du district avec pour commandant Loridon, dit Claude Étienne Duplessis, dont la fille Lucille a épousé Camille Desmoulins est créée le 29 décembre 1790. Un mois après est créée la milice bourgeoise dont le commandant est Régnier de Rohault[réf. nécessaire].
Sur les 900 habitants que compte le village, 40 sont partis défendre les frontières en tant que volontaires[réf. nécessaire].
L'Assemblée nationale décrète, d'après l'avis du comité de constitution, que le département de Paris est divisé en trois districts. L'un est formé par la ville de Paris, un autre à Saint-Denis et le troisième à Bourg-la-Reine. Ces deux derniers sont purement administratifs, de sorte que tous les établissements de judicature seront fixés à Paris.
Le 27 mars 1794, le savant Nicolas de Condorcet est incarcéré à la maison d'arrêt du bourg sous son nom d'emprunt Pierre Simon, il meurt dans la nuit.
Chef-lieu du district de Bourg-de-l'Égalité de 1790 à 1795, le village perd en 1795 la qualité de chef-lieu d'arrondissement au profit de Sceaux.

### Époque contemporaine

#### XIXesiècle-XXesiècle
La commune retrouve le calme durant la première partie du XIXe siècle. Le cimetière ancien (face à la place Condorcet en direction du sud) est déplacé dans les lieux actuels.
La ville s'agrandit de deux quartiers en 1834 : le Petit Chambord et le Petit Bagneux.[réf. nécessaire]. C'est par une ordonnance royale, signée le 25 septembre 1834 par Louis-Philippe, annexant à Bourg-la-Reine une partie de la pente méridionale du territoire de Bagneux, qu'apparaît le toponyme les Bas-Coquarts pour désigner ce territoire nouvellement réginaburgien, le distinguant ainsi du lieu-dit les Coquarts, resté balnéonais, dont le coteau culminant à 80 mètres domine au nord-ouest Bourg-la-Reine.

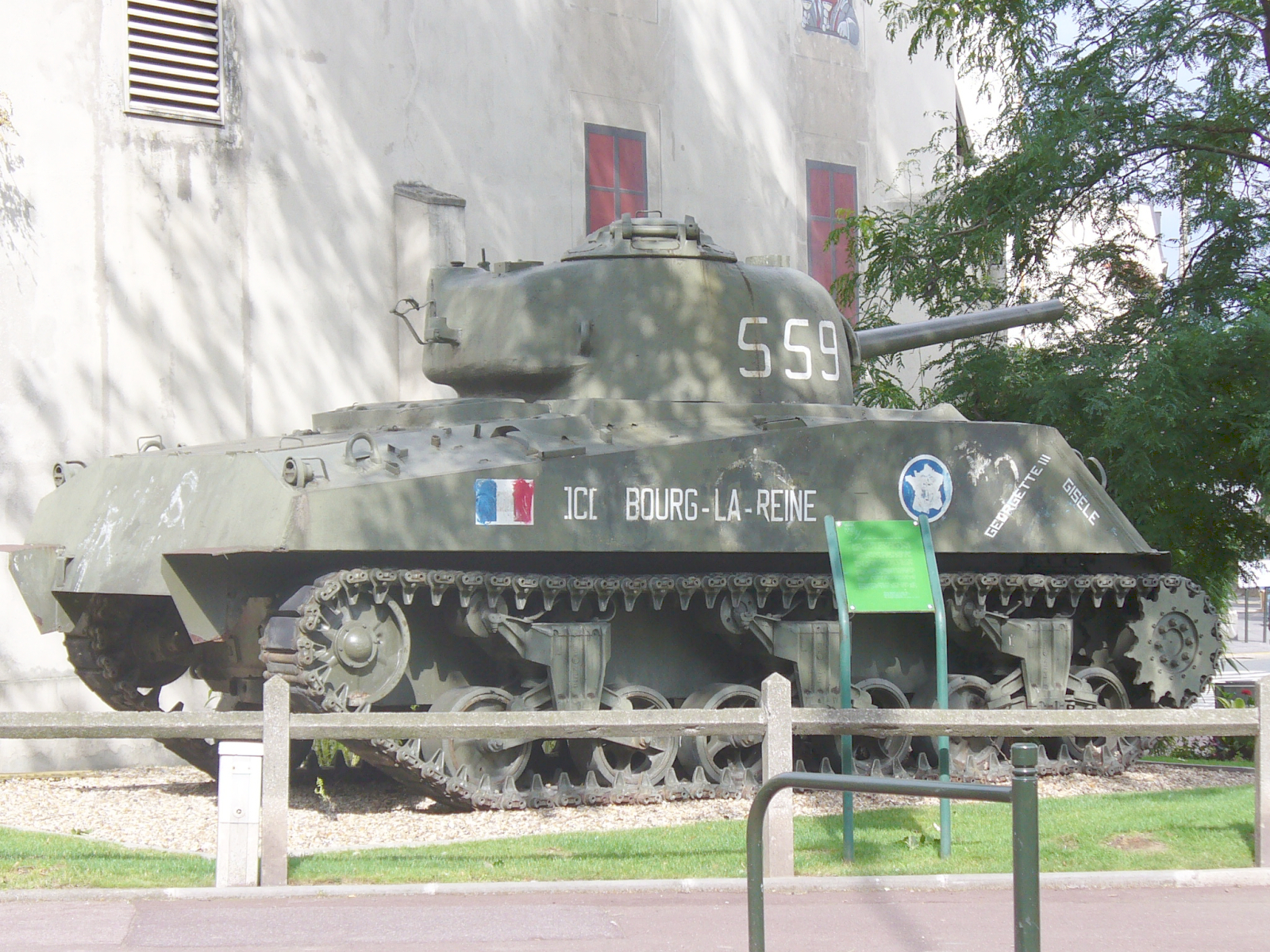
Le M4a3 Sherman, avec son canon de 75 mm, exposé place de la Libération, en juillet 2007.

En 1846, la ligne de Sceaux est inaugurée. La section de Bourg-la-Reine à Orsay l'est en 1854.

#### Guerre franco-allemande de 1870
Lors du siège de Paris de 1870, la ville est occupée à partir du 19 septembre par les armées prussiennes.

#### Première Guerre mondiale
Charles Péguy emménage à Bourg-la-Reine en 1913. Il est l'une des 170 victimes réginaburgiennes de la Première Guerre mondiale.
En 1935, le boulevard du Maréchal-Joffre, déviant la circulation du centre, est percé.

#### Seconde Guerre mondiale

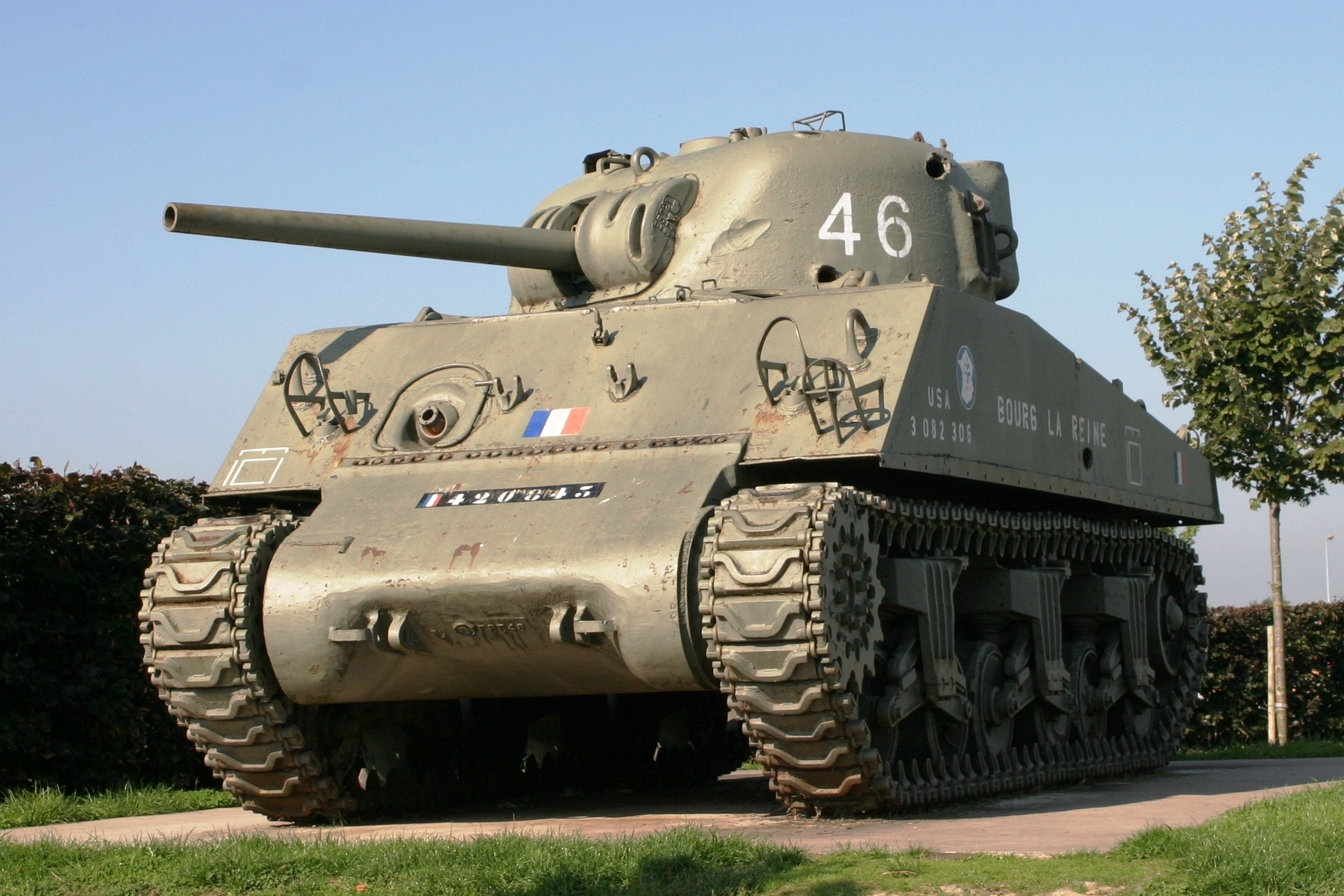
Le Sherman M4a3 historiquement nommé Bourg-la-Reine, exposé à Phalsbourg.

La Seconde Guerre mondiale fait 48 morts dans la commune.
Lors des combats de la Libération de la France, la résistance locale bloque une pièce d'artillerie allemande postée au bas de l'allée d'honneur.
Un poste de secours a été installé dans la villa Hennebique, en face du parc du lycée Lakanal.
Trois résistants locaux, Paul-Henry Thilloy, René Rœckel, Jean-Roger Thorelle, sont fusillés par les Allemands. Et trois autres sont abattus : Roger Place, Marcel Babu, Georges Claude Courby.
Un autre résistant Michel Guillois (1899-1944) d'Honneur de la Police meurt en opération à Paris le 20 août 1944, lors d'une échauffourée place de l'Opéra.
Les troupes victorieuses de Leclerc traversent la ville et l'un des chars de sa Division porte le nom de la ville de Bourg-la-Reine.
On peut d'ailleurs trouver un des sherman de la division exposé à Phalsbourg et portant l'inscription « Bourg-la-Reine ».

### Historique des moyens de transport
La poste aux chevaux était à la hauteur des no 80-82 de l'avenue du Général-Leclerc dont le maître de poste était Antoine Barbery en 1711. Elle est transférée en 1751 à la Croix de Berny.
À la fin du XVIIIe siècle, on se rend de Paris à Sceaux par des coucous, petites voitures hippomobiles à deux roues, au départ de la barrière d'Enfer. Puis viennent Les Élégantes, voitures à quatre roues faisant le trajet quatre fois par jour.
Ce mode de transport disparaît à la création du chemin de fer de l'ingénieur Jean-Claude-Républicain Arnoux, inauguré en 1846 par le duc d'Aumale représentant le roi Louis-Philippe, puis du tramway L'Arpajonnais. La ligne de celui-ci inaugurée en 1893 de la porte d'Orléans à Longjumeau (puis l'année suivante jusqu'à Arpajon). L'Arpajonnais transporte à 20 kilomètres à l'heure, outre des passagers, les marchandises pour les Halles ; il est électrifié, mais la section desservant Bourg-la-Reine disparaît en 1933.

## Politique et administration

### Rattachements administratifs et électoraux
La ville était historiquement le chef-lieu du canton de Bourg-la-Reine. Dans le cadre du redécoupage cantonal de 2014 en France, la commune fait désormais partie du canton de Bagneux.
Bourg-la-Reine relève du tribunal d'instance d'Antony, du tribunal de grande instance, du tribunal pour enfants, du tribunal de commerce de Nanterre, du conseil de prud'hommes de Boulogne-Billancourt, de la cour d'appel de Versailles, du tribunal administratif de Cergy-Pontoise et de la cour administrative d'appel de Versailles.

### Intercommunalité
La commune était membre de la communauté d'agglomération des Hauts-de-Bièvre créée en 2002.
Dans le cadre de la mise en œuvre de la volonté gouvernementale de favoriser le développement du centre de l'agglomération parisienne comme pôle mondial est créée, le 1er janvier 2016, la métropole du Grand Paris (MGP), à laquelle la commune a été intégrée.
La loi portant nouvelle organisation territoriale de la République du 7 août 2015 (Loi NOTRe) prévoit également la création le 1er janvier 2016 d'établissements publics territoriaux (EPT), qui regroupent l'ensemble des communes de la métropole à l'exception de Paris, et assurent des fonctions de proximité en matière de politique de la ville, d'équipements culturels, socioculturels, socio-éducatifs et sportifs, d'eau et assainissement, de gestion des déchets ménagers et d'action sociale, et exerçant également les compétences que les communes avaient transférées aux intercommunalités supprimées
La commune fait donc partie depuis le 1er janvier 2016 de l'établissement public territorial Vallée Sud Grand Paris, créé par un décret du 11 décembre 2015.
L'EPT exerce, outre les compétences attribuées par la loi à cette catégorie d'établissement public de coopération intercommunale (EPCI), celles que les communes avaient transféré aux anciennes intercommunalités supprimées à l'occasion de sa création :
- communauté de communes de Châtillon-Montrouge (Montrouge, Châtillon) ;
- communauté d'agglomération des Hauts-de-Bièvre (Châtenay-Malabry, Antony, Bourg-la-Reine, Le Plessis-Robinson, Sceaux dans les Hauts-de-Seine – les deux communes essonniennes de Verrières-le-Buisson et Wissous ayant été rattachées à la communauté d'agglomération Communauté Paris-Saclay) ;
- communauté d'agglomération Sud de Seine (Fontenay-aux-Roses, Bagneux, Clamart, Malakoff).

### Administration municipale
Le nombre d'habitants au dernier recensement étant compris entre 10 000 et 19 999, le nombre de membres du conseil municipal est de 33.

### Liste des maires

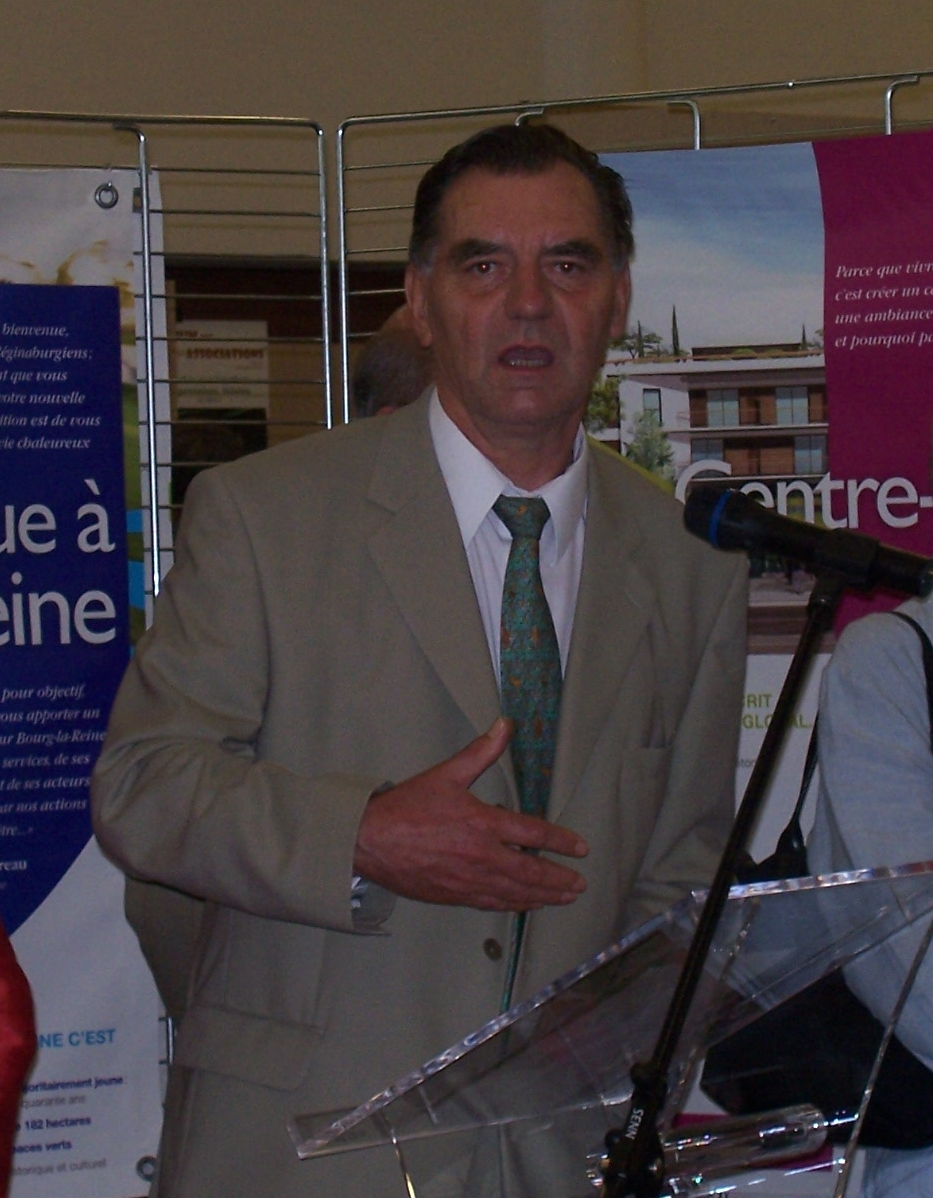
Jean-Noël Chevreau, maire de 1991 à 2016, en octobre 2006.

| Période       | Période                       | Identité            | Étiquette            | Qualité |
| ------------- | ----------------------------- | ------------------- | -------------------- | --- |
| 1944          | 1945                          | Henri Vernet        | MLN                  | |
| 1945          | 1947                          | Charles Felgines    |                      | |
| 1947          | 1953                          | Paul Mainguy        | UNR                  | Médecin radiologue |
| 1953          | mars 1977                     | Étienne Thieulin    | DVD puis CDS         | Professeur agrégé de lettres |
| mars 1977     | 19 avril 1991                 | Alfred Nomblot      | UDF-CDS              | Pépiniériste Conseiller général de Bourg-la-Reine (1973 → 1998) Démissionnaire                                                                                |
| 19 avril 1991 | 13 juin 2016                  | Jean-Noël Chevreau, | UDF puis NC puis UDI | Ingénieur, ex-cadre à Saint-Gobain Conseiller général de Bourg-la-Reine (1998 → 2004) Vice-président de l'EPT Vallée Sud Grand Paris (2016 → ) Démissionnaire |
| 13 juin 2016  | En cours (au 25 octobre 2020) | Patrick Donath      | UDI                  | Ingénieur, directeur de Renater Réélu pour le mandat 2020-2026                                                                                                |

### Politique de développement durable
La ville a engagé une politique ambitieuse de développement durable en lançant une démarche d'Agenda 21 en 2010.
La création d'un agenda 21 local est l'aboutissement d'une démarche qui a associé les élus et des Réginaburgiens. À travers six orientations stratégiques et le plan d'actions « Énergie Durable », cet agenda 21 définit un vaste programme d'actions jusqu'en 2020.

### Jumelages
La ville est jumelée avec :
- Kenilworth (Angleterre) depuis 1982 ;
- Monheim am Rhein (Allemagne) depuis 2000 ;
- Sulejówek (Pologne) depuis 2006.

Par ailleurs, la commune de Bourg-la-Reine a signé en 1995 un protocole d'accord avec la commune de Yanqing en Chine, ainsi qu'une charte de l'amitié avec la ville de Reghin de Roumanie le 13 avril 1999.

## Population et société

### Démographie

#### Évolution démographique
L'évolution du nombre d'habitants est connue à travers les recensements de la population effectués dans la commune depuis 1793. Pour les communes de plus de 10 000 habitants les recensements ont lieu chaque année à la suite d'une enquête par sondage auprès d'un échantillon d'adresses représentant 8 % de leurs logements, contrairement aux autres communes qui ont un recensement réel tous les cinq ans,.

En 2022, la commune comptait 21 140 habitants, en évolution de +2,97 % par rapport à 2016 (Hauts-de-Seine : +2,75 %, France hors Mayotte : +2,11 %).
| 1793 | 1800 | 1806 | 1821 | 1831 | 1836  | 1841  | 1846  | 1851  |
| ---- | ---- | ---- | ---- | ---- | ----- | ----- | ----- | ----- |
| 749  | 719  | 822  | 658  | 992  | 1 076 | 1 435 | 1 482 | 1 484 |

| 1856  | 1861  | 1866  | 1872  | 1876  | 1881  | 1886  | 1891  | 1896  |
| ----- | ----- | ----- | ----- | ----- | ----- | ----- | ----- | ----- |
| 1 676 | 1 920 | 2 269 | 2 186 | 2 523 | 2 741 | 2 954 | 3 009 | 3 649 |

| 1901  | 1906  | 1911  | 1921  | 1926  | 1931  | 1936  | 1946   | 1954   |
| ----- | ----- | ----- | ----- | ----- | ----- | ----- | ------ | ------ |
| 4 181 | 4 537 | 5 011 | 6 038 | 7 346 | 8 946 | 9 838 | 10 244 | 11 708 |

| 1962   | 1968   | 1975   | 1982   | 1990   | 1999   | 2006   | 2011   | 2016   |
| ------ | ------ | ------ | ------ | ------ | ------ | ------ | ------ | ------ |
| 17 694 | 18 711 | 18 221 | 18 070 | 18 499 | 18 251 | 19 521 | 19 982 | 20 531 |

| 2021   | 2022   | - | - | - | - | - | - | - |
| ------ | ------ | - | - | - | - | - | - | - |
| 20 810 | 21 140 | - | - | - | - | - | - | - |

#### Pyramide des âges
La population de la commune est relativement jeune.
En 2018, le taux de personnes d'un âge inférieur à 30 ans s'élève à 38,8 %, soit au-dessus de la moyenne départementale (38,4 %). À l'inverse, le taux de personnes d'âge supérieur à 60 ans est de 22,7 % la même année, alors qu'il est de 20,0 % au niveau départemental.
En 2018, la commune comptait 9 922 hommes pour 10 847 femmes, soit un taux de 52,23 % de femmes, légèrement inférieur au taux départemental (52,41 %).
Les pyramides des âges de la commune et du département s'établissent comme suit.
| Hommes | Classe d’âge | Femmes |
| ------ | ------------ | ------ |
| 0,6    | 90 ou +      | 1,9    |
| 5,9    | 75-89 ans    | 9,7    |
| 13,5   | 60-74 ans    | 13,5   |
| 17,4   | 45-59 ans    | 17,8   |
| 21,5   | 30-44 ans    | 20,4   |
| 21,8   | 15-29 ans    | 19,9   |
| 19,2   | 0-14 ans     | 16,8   |

| Hommes | Classe d’âge | Femmes |
| ------ | ------------ | ------ |
| 0,6    | 90 ou +      | 1,6    |
| 5,2    | 75-89 ans    | 7,2    |
| 12,1   | 60-74 ans    | 13,5   |
| 19,3   | 45-59 ans    | 19,4   |
| 22,6   | 30-44 ans    | 21,9   |
| 20,2   | 15-29 ans    | 18,9   |
| 19,9   | 0-14 ans     | 17,4   |

### Enseignement
Bourg-la-Reine est situé dans l'académie de Versailles.
La ville administre trois écoles maternelles (Bas-Coquarts, Étienne-Thieulin-la-Faïencerie et Fontaine-Grelot) et trois écoles élémentaires communales (Étienne-Thieulin-la-Faïencerie, Pierre-Loti et République).
Bourg-la-Reine compte un collège public : le collège Évariste-Galois, mais pas de lycée public. Les jeunes Réginaburgiens qui poursuivent leurs études dans l’enseignement général vont surtout au lycée Lakanal à Sceaux, qui jouxte Bourg-la-Reine.
Un établissement privé d'enseignement général, l'institut Notre-Dame (en) comprend une école maternelle, une école élémentaire, un collège et un lycée, classé 11e lycée de France (en février 2009) par le magazine L'Express et l'institut des jeunes sourds, installé dans la maison des sœurs de Notre-Dame du Calvaire.
Le 21 novembre 2013 est inaugurée, au 41, boulevard du Maréchal-Joffre, la Faculté libre d'études politiques et en économie solidaire (FLEPES), dans un immeuble qui fut autrefois le siège social de l’entreprise Sellier-Leblanc.

### Manifestations culturelles et festivités

#### Festival de l'humour
Depuis 1996, l'association CAEL (Centre d’animation d’expression et de loisirs) organise chaque année un festival réunissant une dizaine d'humoristes. Pendant une semaine, à la fin du mois de janvier, des spectacles de tous genres se déroulent à l'Agoreine, le théâtre municipal.

### Santé
Proche de la limite communale avec Cachan, la clinique Ambroise-Paré au 2, rue Léon-Bloy, qui avait été ouverte en 1964, est fermée depuis 2016. Bourg-la-Reine est proche de deux hôpitaux importants qui sont l’hôpital privé d'Antony et le centre hospitalier universitaire (CHU) hôpital Antoine-Béclère à Clamart.

### Sports
La commune possède un stade, trois gymnases (Bas-Coquarts, Faïencerie et Carnot) et une salle d'armes. Une association sportive très développée (ASBR) propose la pratique de nombreux sports : tennis, football (masculin et féminin), escrime, handball, etc. D'autres associations (EBR pour le basket-ball, les Dauphins pour la natation) complètent l'éventail offert.
Les championnats de France 2016 de fleuret senior se déroulent à Bourg-la-Reine, les 7 et 8 mai, au gymnase des Bas-Coquarts.

### Cultes
Les Réginaburgiens disposent de lieux de culte catholique et protestant.

#### Culte catholique
Depuis janvier 2010, la commune de Bourg-la-Reine fait partie du doyenné de la Pointe Sud, l'un des neuf doyennés du diocèse de Nanterre.
Au sein de ce doyenné, les deux lieux de culte catholique relèvent des deux paroisses de Montrouge :
- paroisse Saint-Gilles[62] : l'église Saint-Gilles 2e du nom, de la première il ne reste qu'une colonne posée sur la place Condorcet.
- paroisse La Pentecôte de Port-Galand[63] : l'église « La Pentecôte de Port-Galand ».

#### Culte protestant
Le temple protestant de Bourg-la-Reine est un lieu de culte luthérien rattaché à l'Église protestante unie de France. Il est fondé durant le Second Empire par l'arrière-grand-père de Françoise Dolto.

## Économie

### Revenus de la population et fiscalité
En 2011, le revenu fiscal médian par ménage était de 44 515 €, ce qui plaçait Bourg-la-Reine au 1 271e rang parmi les 31 886 communes de plus de 49 ménages en métropole.
En 2009, 25,1 % des foyers fiscaux n'étaient pas imposables.

### Entreprises et commerces
Bourg-la-Reine dispose d'un village artisanal, situé près du cimetière. En mars 2009, le village regroupe quinze artisans.
Au XIXe siècle les briqueteries Arsène Lafontaine y avaient leur siège social au no 11 de l'avenue du Petit-Chambord. Elles produisaient dans leur usine de l'Haÿ-les-Roses 12 millions de briques.
En 2017, quatre supermarchés (aux enseignes Carrefour Market, Franprix, Intermarché et Monoprix) sont installés sur le territoire de la commune, ainsi que de nombreux commerces familiaux, d'un point presse et de la librairie Agora. Une deuxième librairie, L'infinie comédie, a été ouverte en 2019 à la place de l'ancien Franprix fermé en 2018.

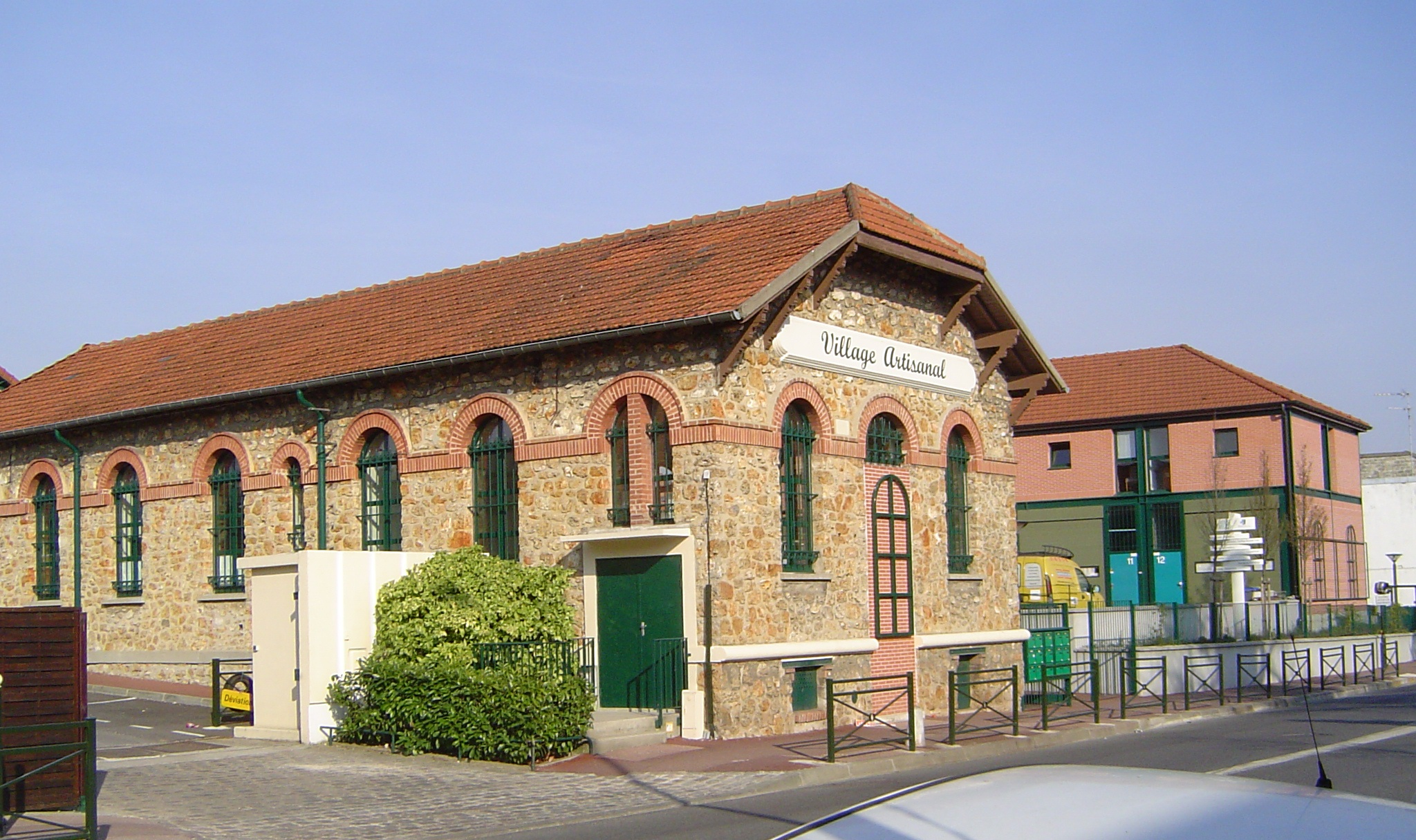
Le village artisanal en mars 2009.
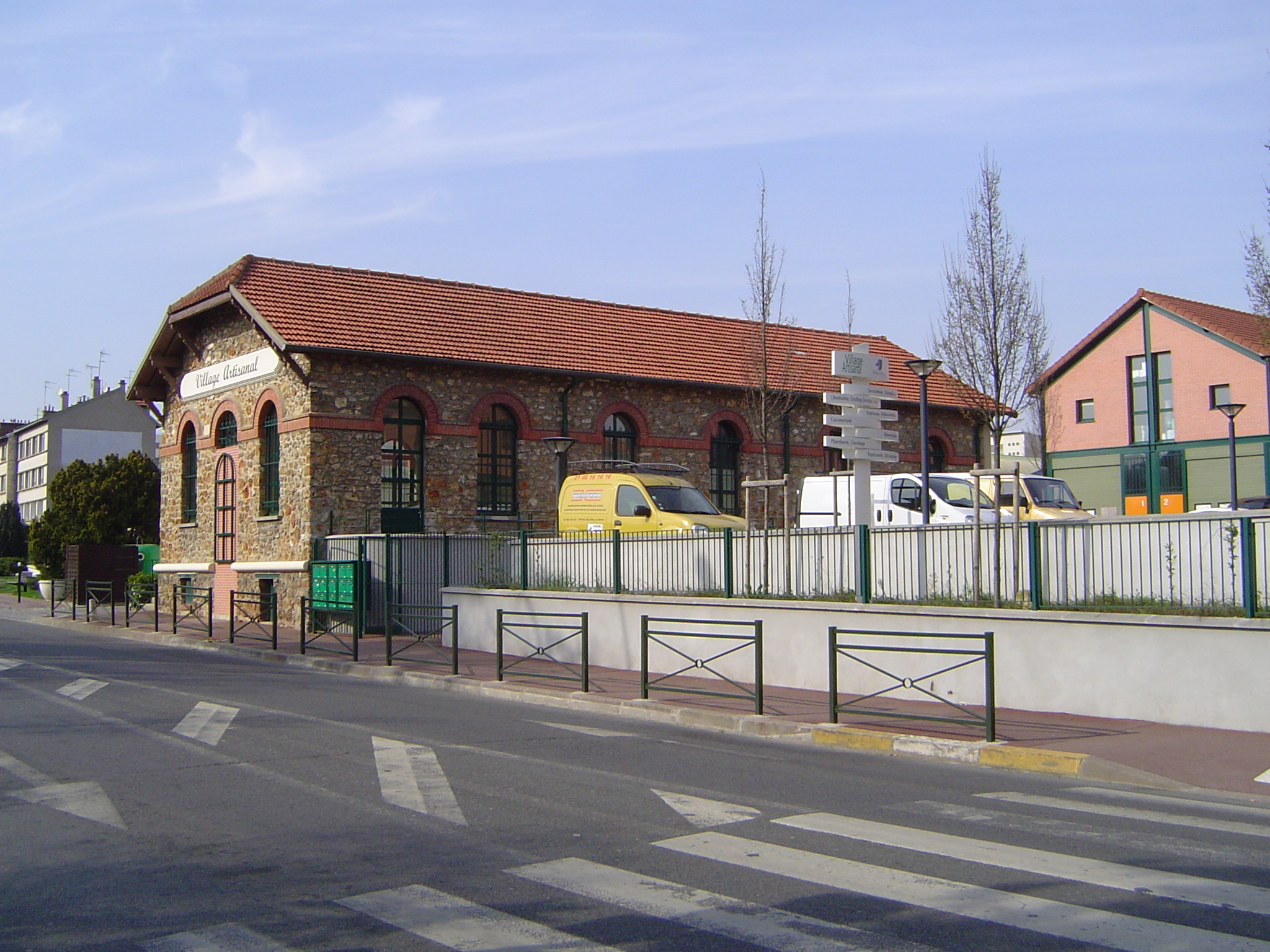
Le village artisanal en mars 2009.

## Culture locale et patrimoine

### Lieux et monuments
La commune comprend plusieurs monuments répertoriés à l'inventaire général du patrimoine culturel de la France :

#### Édifices
- L'hôtel de ville de Bourg-la-Reine est  construit en 1844[70] et inauguré le 1er juillet 1845[71]. Il sert d'école jusqu'en 1889. Surélevé d'un étage et embelli, il est inauguré le 19 octobre 1911[72]. La salle des séances de la mairie est décorée en 1911-1913 par le peintre symboliste Alphonse Osbert.

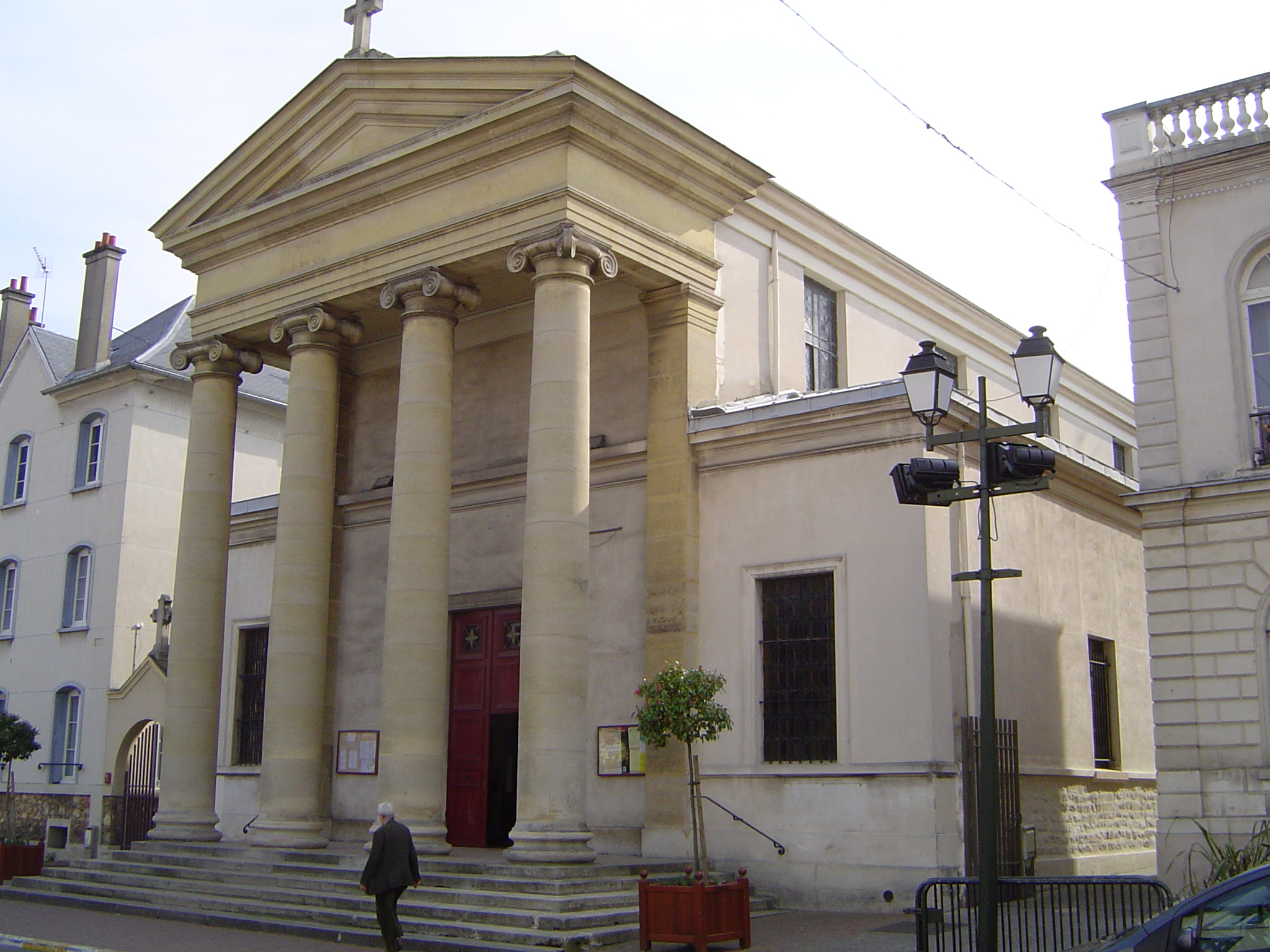
L'église Saint-Gilles.

- Un décret du 15 octobre 1834 autorise la construction d'une église sur la place du Champ-de-Mars[72], actuelle place Condorcet.
Cette église est finalement construite voie du Chemin-de-Chevilly, actuellement 6, boulevard Carnot, sur un terrain appartenant à M. Barry et Mme veuve Lafontaine, par l'architecte départemental Molinar de 1835 à 1837[73],[72]. La bénédiction a lieu le 23 mars 1837, l'abbé Duverdier étant curé[72].
Le projet d'agrandissement est adopté le 3 juin 1891 et les travaux dureront de 1893 à 1897[72]. L'église prend sa forme de croix latine avec transept à droite et à gauche, un chœur profond et une double sacristie. La construction du nouveau presbytère est décidée par le conseil municipal en 1853, il sera agrandi aux frais des paroissiens et réalisé par l'architecte André David[72]. L'église est orientée nord-sud et non pas est-ouest comme traditionnellement. Elle renferme un certain nombre de tableaux aujourd’hui classés en tant qu'objets à l'inventaire des monuments historiques[74], un orgue de trente jeux a été installé pendant des travaux de rénovation en 2014.

- Église de la Pentecôte, située à Bourg-la-Reine, en limite de Bagneux.

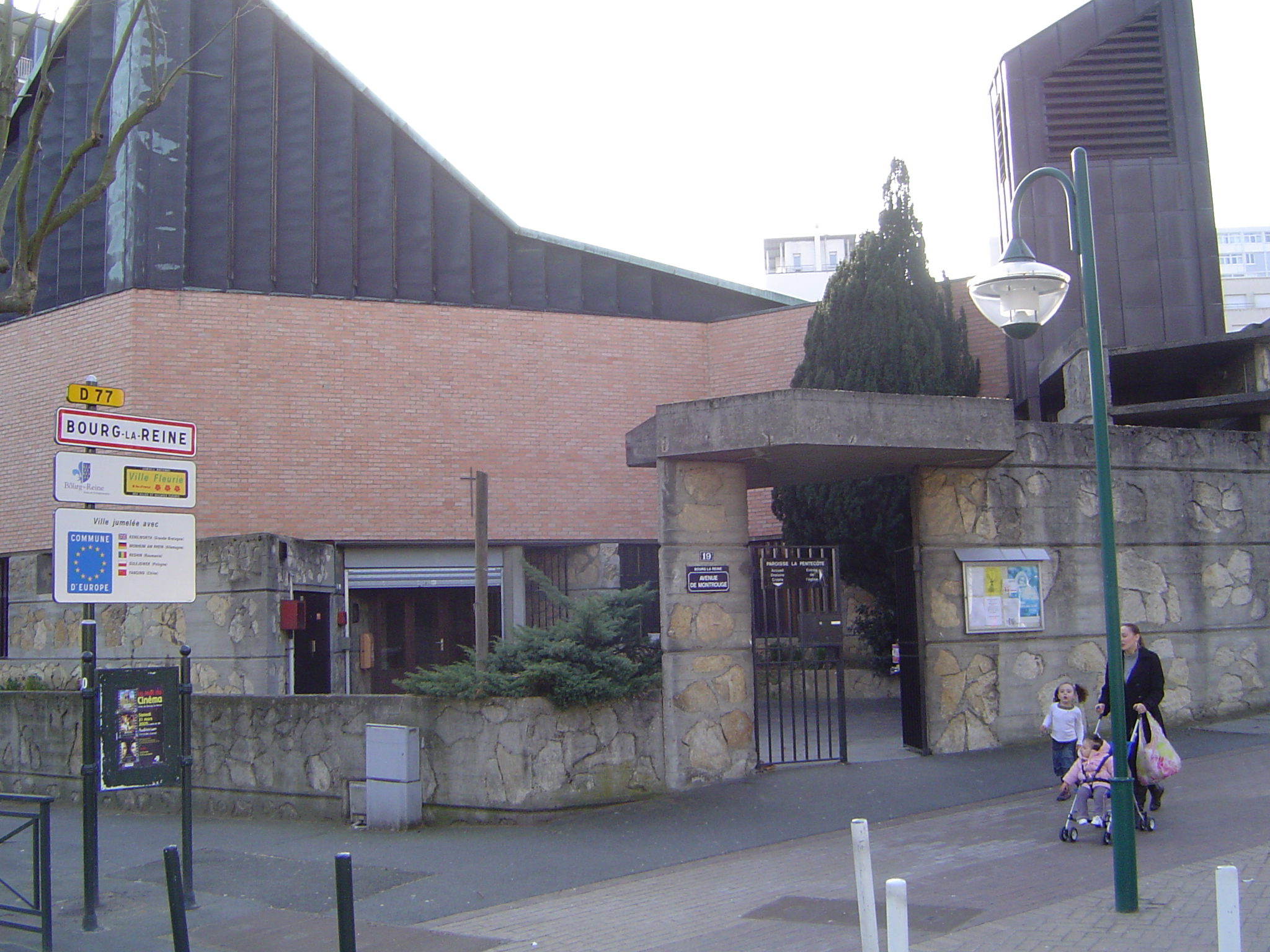
L'entrée de l'église de la Pentecôte.
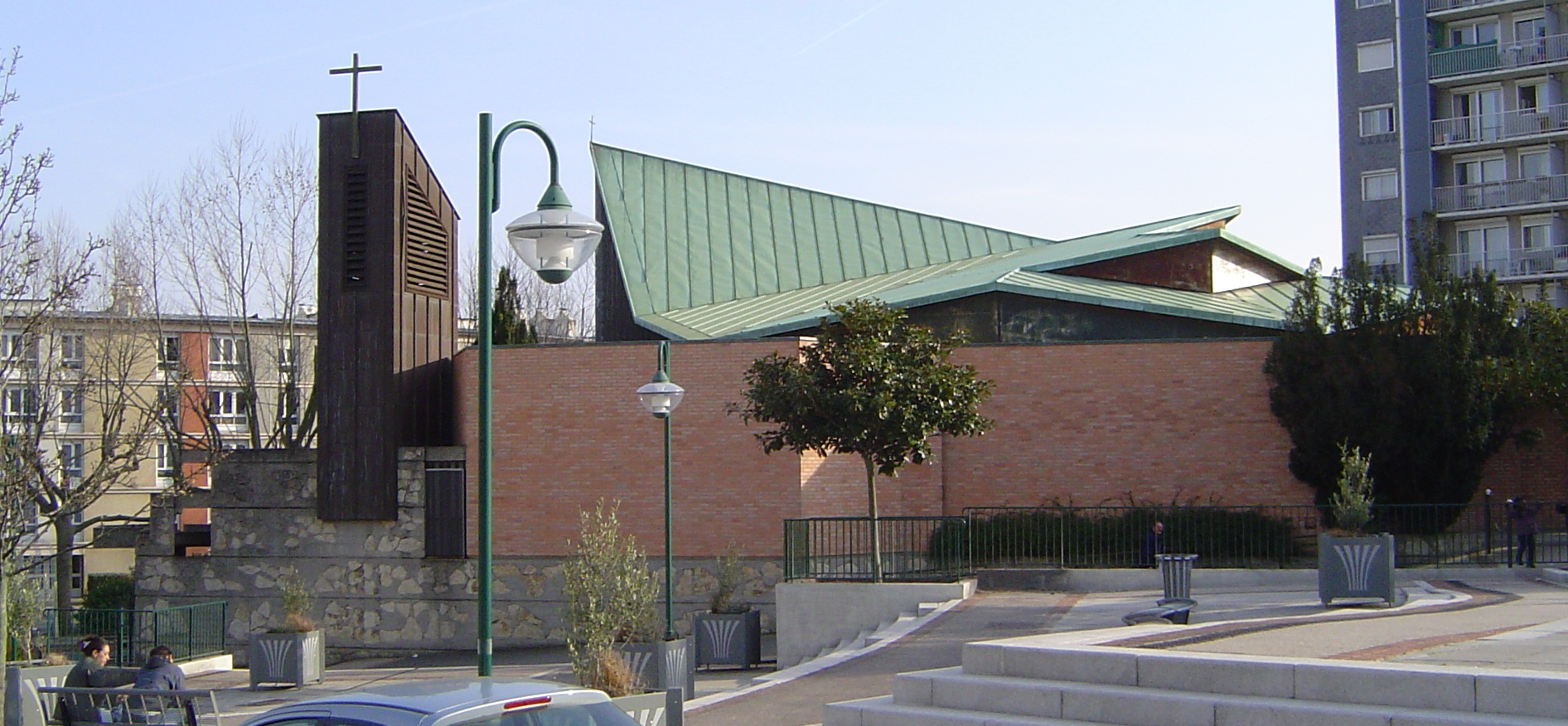
L'église de la Pentecôte.

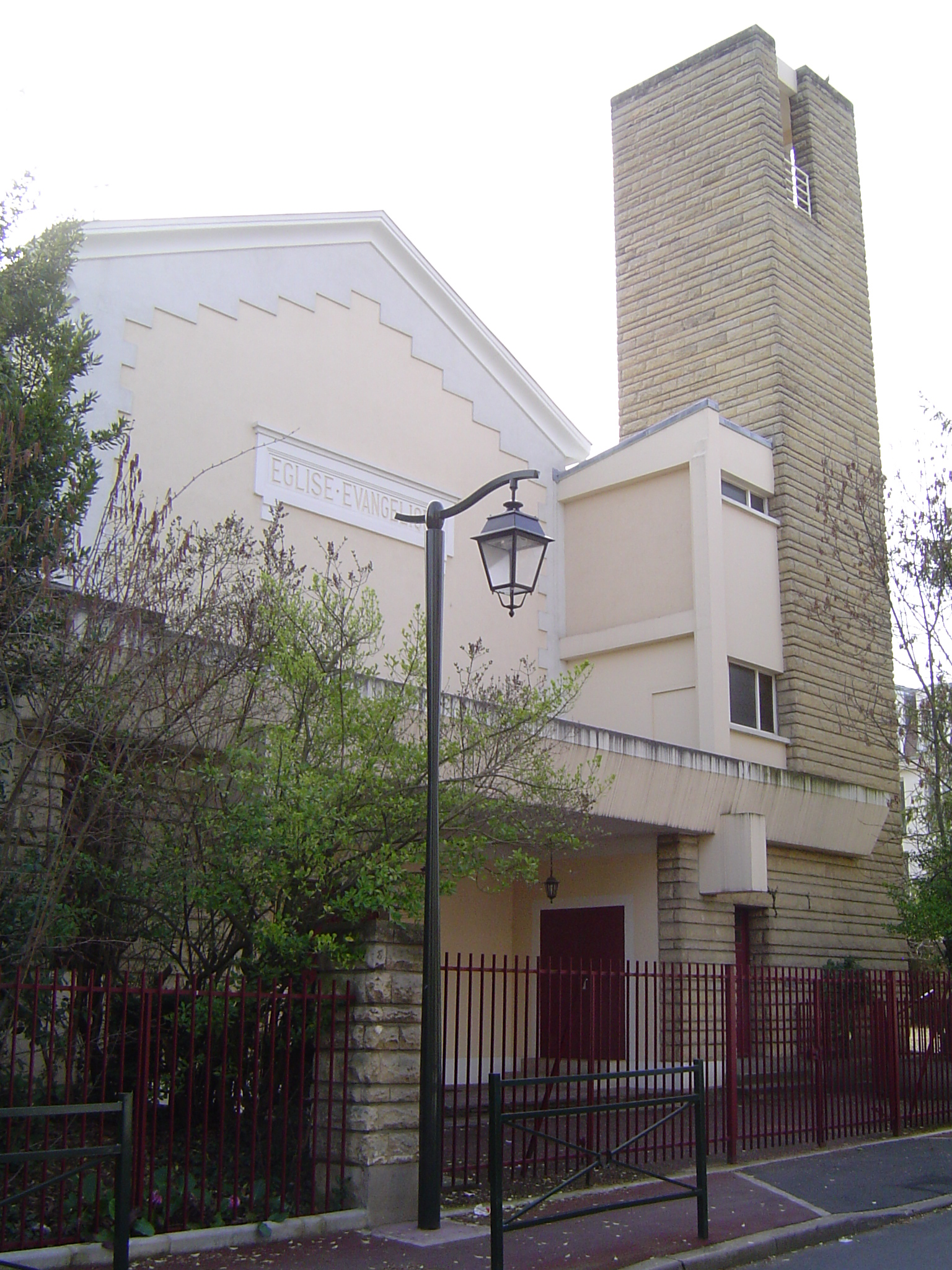
Le temple de l'église luthérienne.

- - Temple protestant de Bourg-la-Reine est un lieu de culte luthérien de l'Église protestante unie de France. Il est inauguré le 23 septembre 1860, rue Ravon sur un terrain appartenant à la famille Demmler.

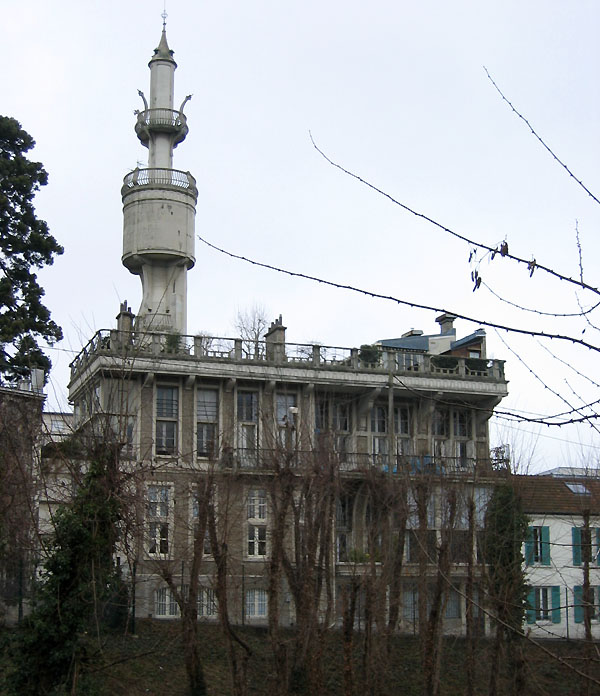
La villa Hennebique.

- Villa Hennebique : 
Inscrite en 1972 à l'inventaire général du patrimoine culturel[75], la villa de François Hennebique, inventeur du béton armé, est construite de 1901 à 1904 en surplomb de la ligne de Sceaux, le long de l'avenue du Lycée-Lakanal. 
Cette maison familiale possède une architecture unique, véritable vitrine des possibilités novatrices du béton armé : terrasse en encorbellement, tour-minaret de 40 mètres de hauteur faisant office de château d'eau destiné à l'arrosage par gravité des serres et des jardins suspendus de la villa, portées importantes sans piliers, porte-à-faux, différences de niveaux et saillies illustrent à merveille la souplesse du matériau[76],[77].

- Maison des Sœurs de Notre-Dame-du-Calvaire : 
Le château Notre-Dame-du-Calvaire dit « Institution pour déficientes auditives » est  construit au début du  XVIIe siècle, puis modifié au milieu du XIXe siècle[78].
Sise au 8, rue de la Bièvre, cette institution est agrandie en 1861, sur les conseils du père Bonhomme à la supérieure de la congrégation, mère Marie-Hélène, afin de faire l'acquisition du Clos Saint-Cyr, limité par l'avenue du Général-Leclerc à l'ouest, l'avenue du Maréchal-de-Lattre-de-Tassigny à l'est, le boulevard Carnot au sud et la rue de la Bièvre au nord[79].

Avant 1650, le propriétaire Claude Simonet, laisse cette propriété à sa fille Élisabeth, qui épouse le 25 décembre 1685 le premier lieutenant du prévôt de l'Île-de-France Pierre Marchais. La propriété passe ensuite à leur fille Geneviève Laure qui épouse le sieur Louis-Hippolyte Gourdon de Saint Cyr, gendarme de la Garde ordinaire du Roi.
En 1815, le fils de la vicomtesse emprisonnée sous la Révolution française est nommé conseiller municipal pendant la Restauration.
La propriété passe à la famille Jannon-Marbeau. M. Jannon-Quatremère, négociant, adjoint au maire de Paris fait faire des réparations importantes sous la direction de l'architecte Donjon.
Dans la seconde moitié du XIXe siècle, la propriété est vendue et devient un collège de garçons. En 1856 y sont installées les sœurs aveugles de Saint-Paul qui quittent les lieux en 1858 et sont remplacées par les sœurs de Saint-Vincent-de-Paul qui vont peu après s'installer à l'angle du boulevard Carnot et de la place Condorcet.
En 1861, les sœurs du Calvaire y installent  de jeunes sourdes. En 1902, on y prépare les enfants au certificat d'études primaires.
En 1903, après le vote interdisant aux religieuses d'enseigner, Lucie Chuzac, fille de la fondatrice, reprend le flambeau. La sœur Louis Stanislas, sécularisée poursuit l'œuvre. En 1930 l'établissement assure l'enseignement secondaire.
Aujourd’hui, cet établissement jouit d'une renommée nationale dans la rééducation de la surdité et l'apprentissage de la parole et de la lecture labiale.
- Villa Saint-Cyr, 25, boulevard Carnot, modifiée à de nombreuses reprises.
Elle appartenait au dernier propriétaire de la Manufacture royale de cire que Claude Trudon (Cire Trudon) avait fondée en 1643 à Paris, puis  transférée à Antony au début du XVIIIe siècle et à Bourg-la-Reine ensuite où elle demeure jusqu’en 1971.
La ville en a fait l'acquisition et l'a baptisée du nom du propriétaire du domaine au XVIIIe siècle Louis Hippolyte Gourdon sieur Dumesnil de Saint-Cyr, gendarme de la garde du Roi et gendre de Pierre Marchais vivant écuyer, conseiller du Roi, premier lieutenant du prévôt de l'Île-de-France.
Elle est louée pour des réceptions[80].
La villa abrite également la collection du céramiste Pierre-Adrien Dalpayrat[81] de 2000 à 2012, avant le transfert de la collection dans la maison Dalpayrat.
Le jardin est ouvert au public.

- Maison de Pierre-Adrien Dalpayrat, à l'architecture d'inspiration normande, décorée de faïences, au 43, avenue du Général-Leclerc. 
Elle est l'ancienne demeure familiale de Pierre-Adrien Dalpayrat de 1895 à 1907[82]. 
Une salle spécialement aménagée en musée y présente depuis 2012 la Collection Dalpayrat de près de 120 pièces de céramique constituée depuis quelques années par la Ville de Bourg-la-Reine[83],[84].
- Institut Notre-Dame, établissement catholique d’enseignement (école maternelle et primaire, collège et lycée) occupe au sein du clos Saint-Cyr un bâtiment construit en 1936, surélevé d'un étage après 1945 et agrandi en 1962. D’autres transformations, agrandissements et constructions de bâtiments ont été réalisés ultérieurement[85].

#### Statuaire
- Monument à André Theuriet, statue en bronze grandeur nature, assis dans un fauteuil, légèrement penché sur le côté, réalisée par Charles Théodore Perron, sculpteur, demeurant à Bourg-la-Reine, signature de l'auteur gravée sur l'œuvre et l'identité du modèle en creux, sur socle indépendant, marque d'atelier en creux sur l'œuvre ; Anc. Fond Thiébaut Fr René Fulda fondeur d'art à Paris, 167 × 119 × 83 cm. Inaugurée par Raymond Poincaré, président de la République française le 9 novembre 1913, érigé place de la Gare dans le prolongement de la rue André-Theuriet.
- Monument à Condorcet, buste par le sculpteur François Truphème, (1820-1888), inauguré sur la place Condorcet l'avant dernier dimanche du mois de septembre 1881, aujourd’hui conservé dans les escaliers de la mairie.
- Élie Frédéric Forey, buste en marbre conservé dans les escaliers de la mairie

#### Faïenceries
Les faïenceries ont occupé une place importante au XIXe siècle à Bourg-la-Reine, notamment la faïencerie Jacques et Jullien, installée en 1773 et active jusqu'en 1805 ; la faïencerie Jean-Charles Auboin; la faïencerie Pierre-Claude Poussin, dite faïencerie no 2 ; la faïencerie Louis-François Laurin ; la faïencerie Pierre-Adrien Dalpayrat. Des fouilles effectuées en 1998-1999 ont permis de localiser quatre faïenceries du XVIIIe siècle, les faïenceries de la première moitié du XIXe siècle, la première faïencerie royale du XVIIIe et de situer la première faïencerie de Jacques et Jullien.

#### Cimetière
Le cimetière a été établi en 1820 et agrandi en 1880. Quelques célébrités non réginaburgiennes y reposent, notamment Hortense Allart de Méritens, la famille Dupont Couet, le maréchal Forey, la famille Angot, la famille Bon, la famille Demmler, la famille Hennebique.

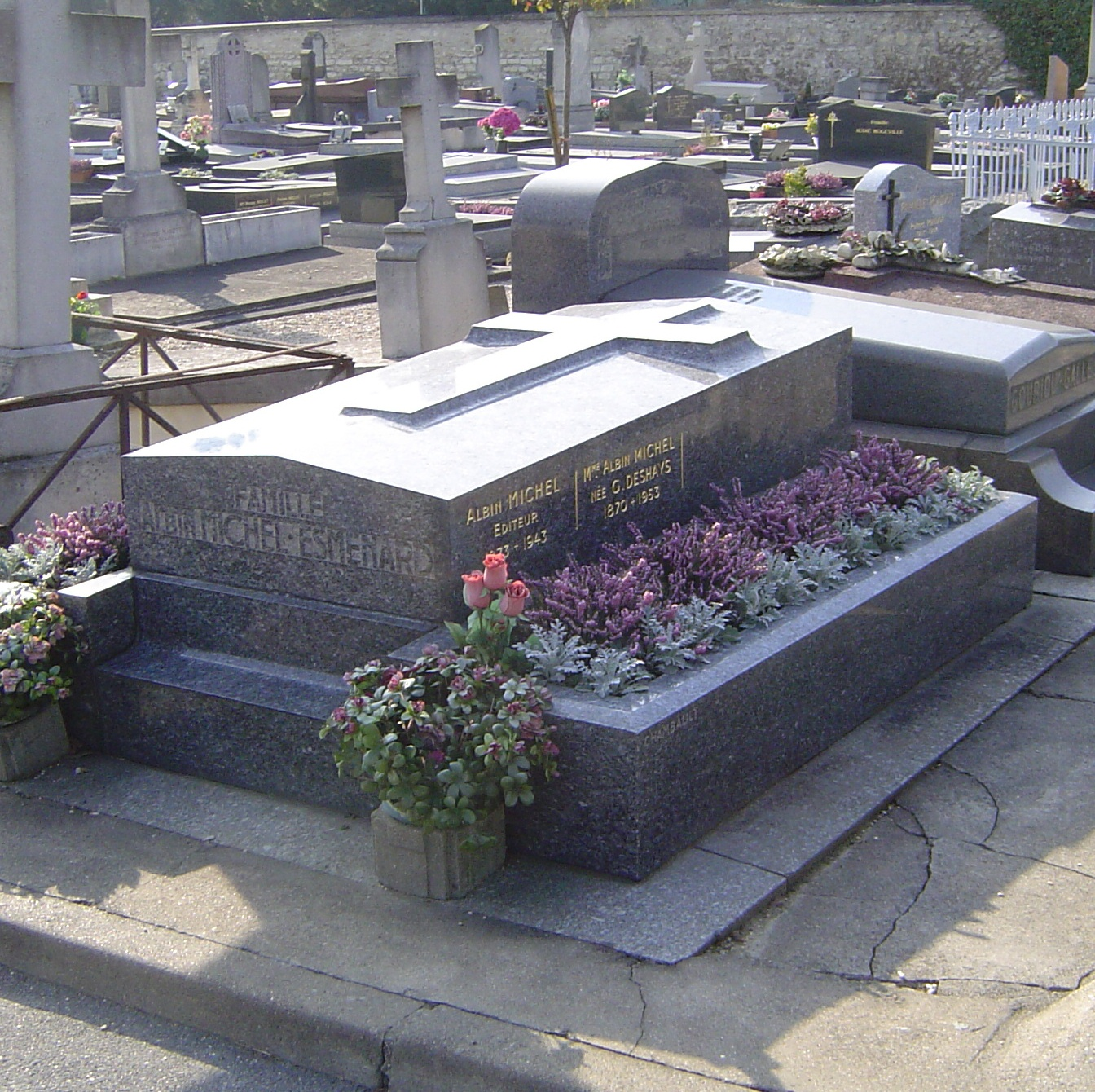
Albin Michel.
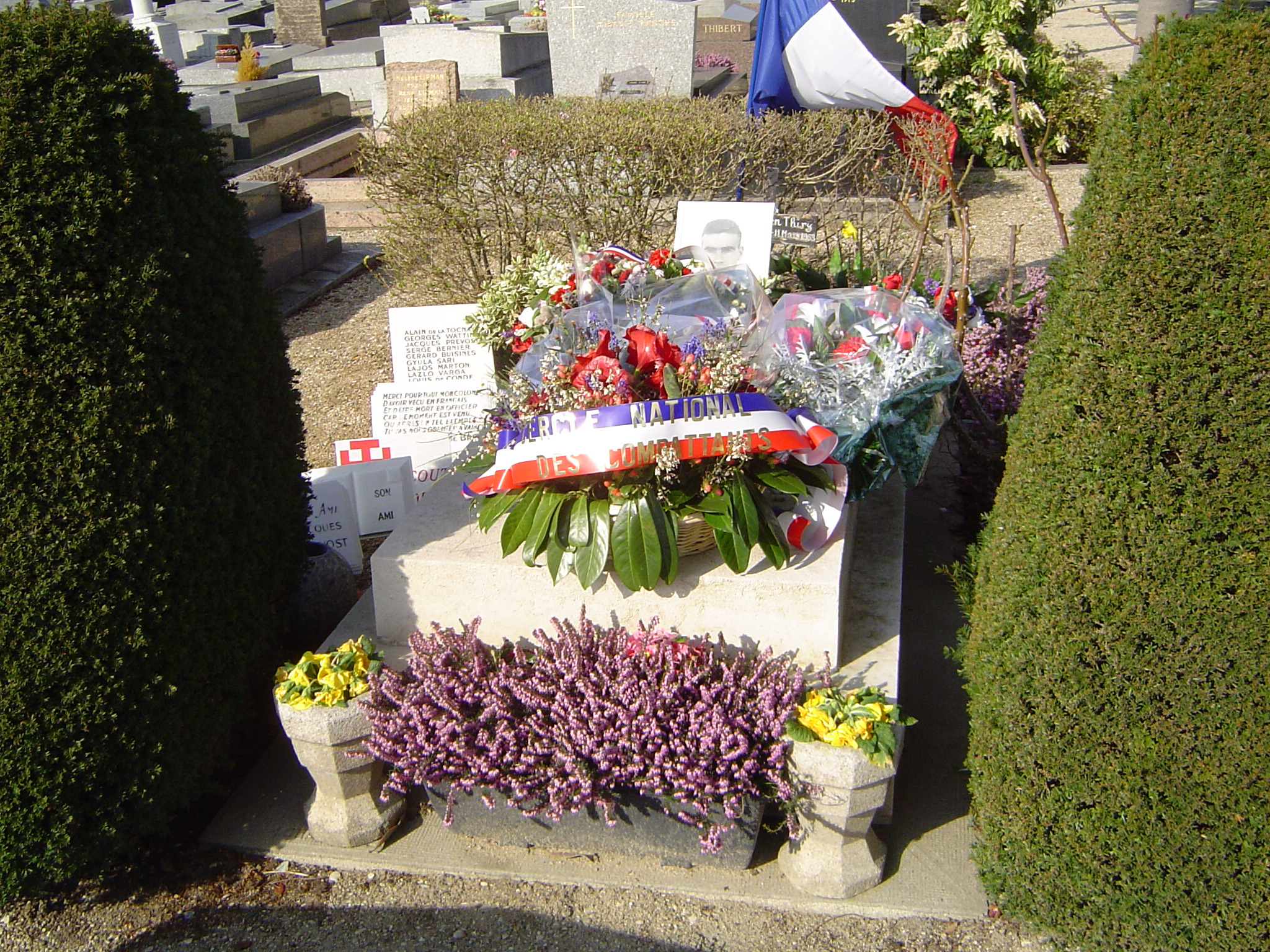
Jean-Marie Bastien-Thiry.
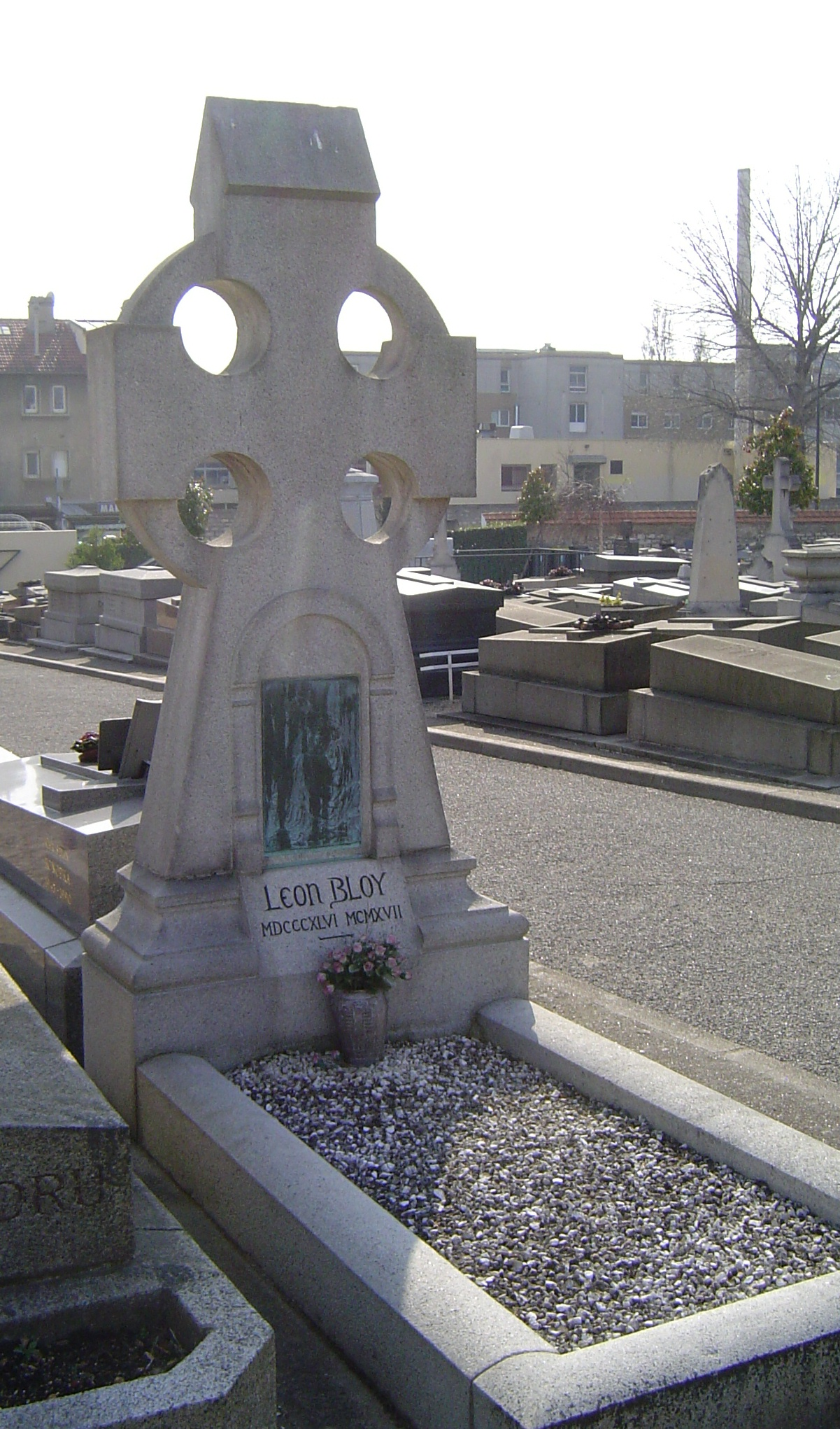
Léon Bloy.
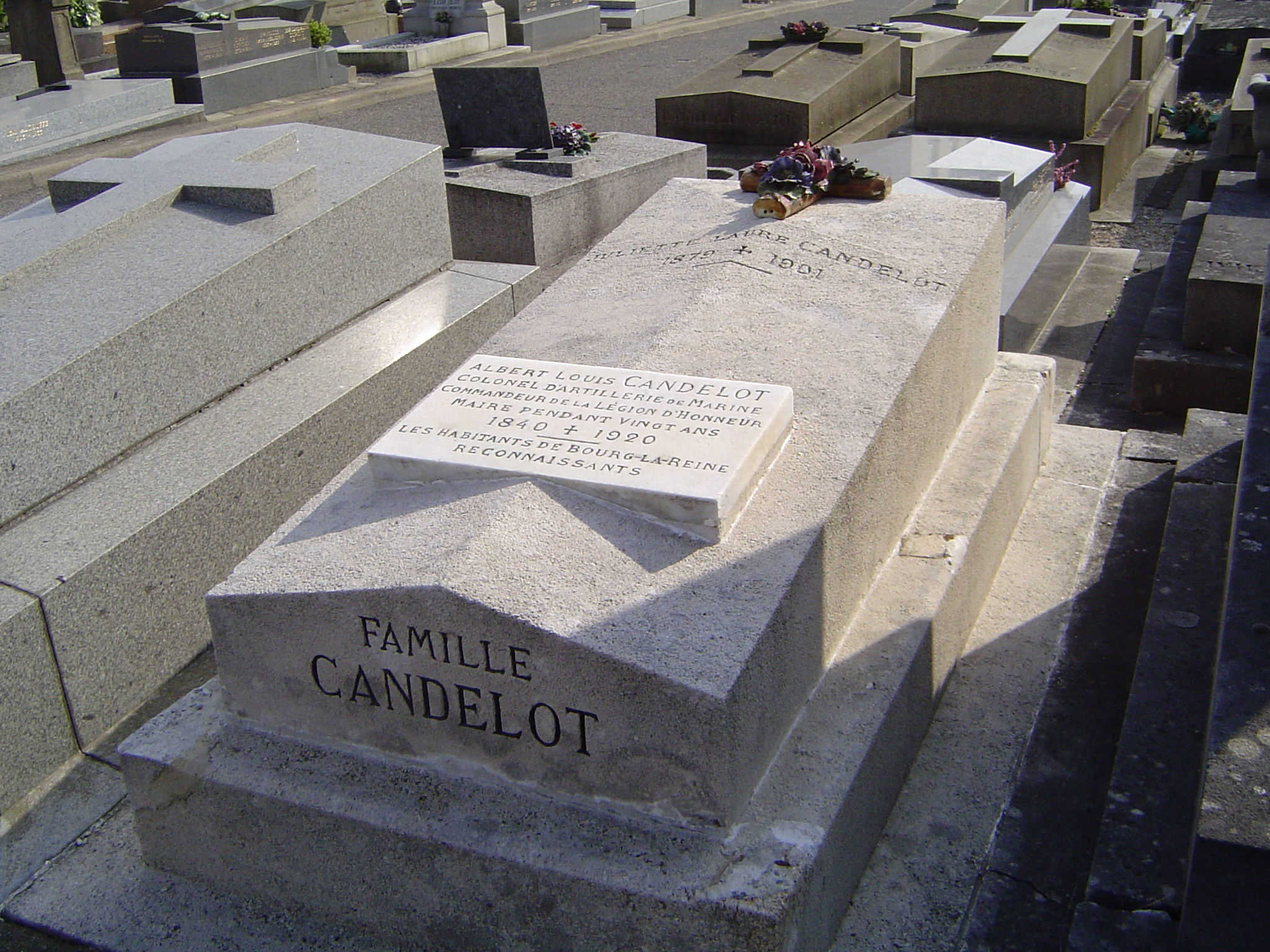
Albert Louis Candelot.
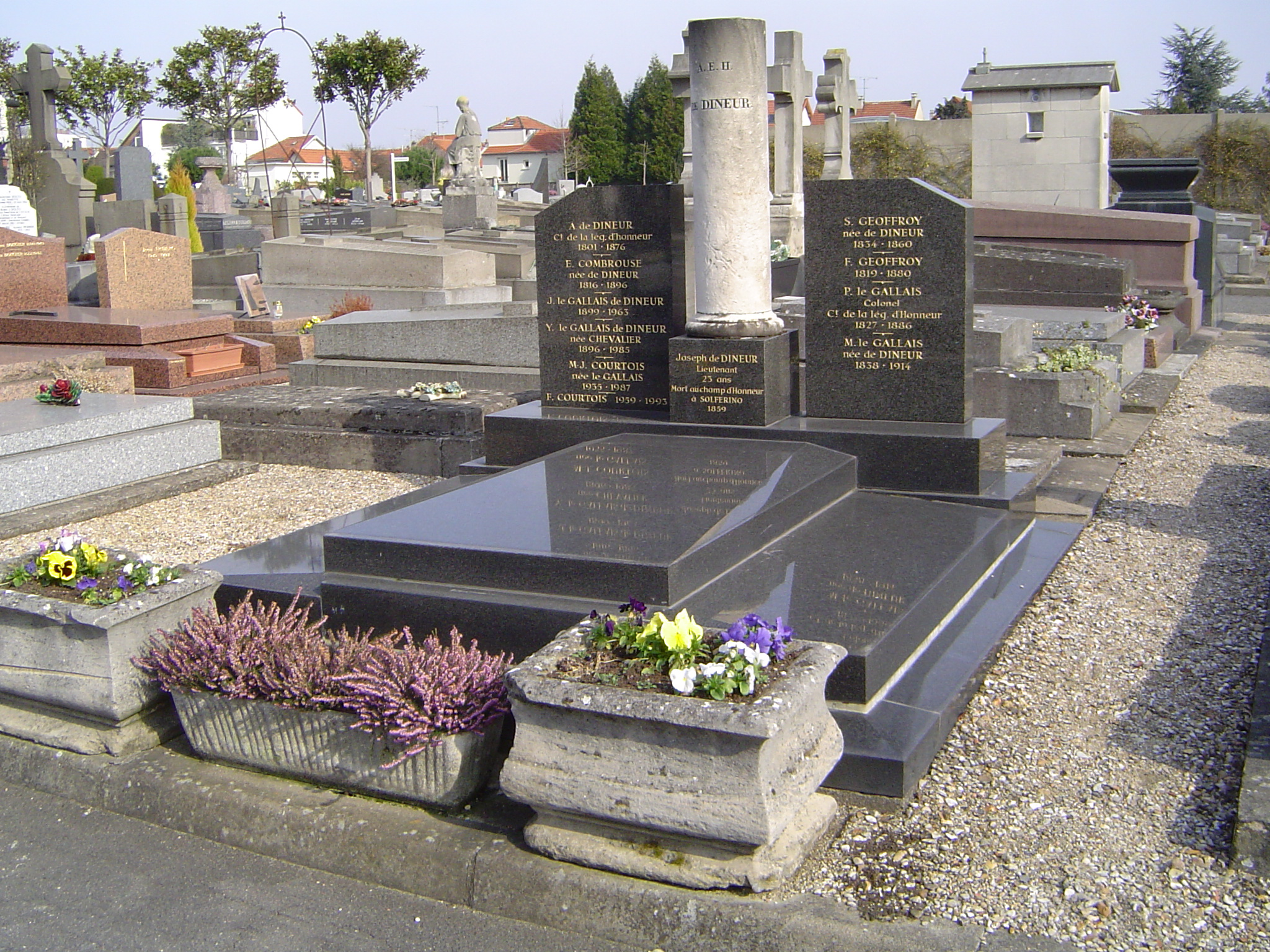
Famille Alexandre de Dineur (dont Élie Le Gallais).
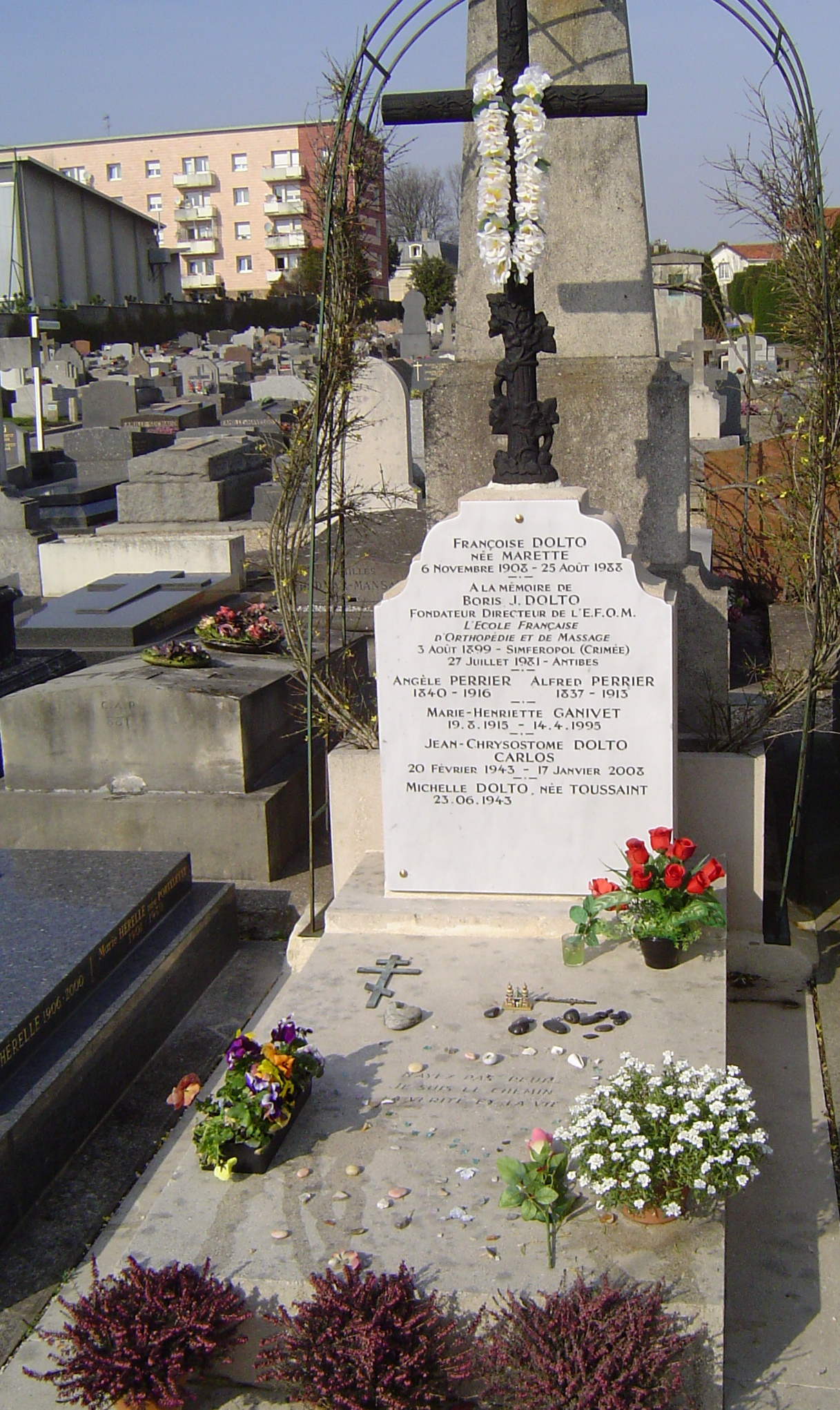
Françoise Dolto, son mari et leur fils « Carlos ».
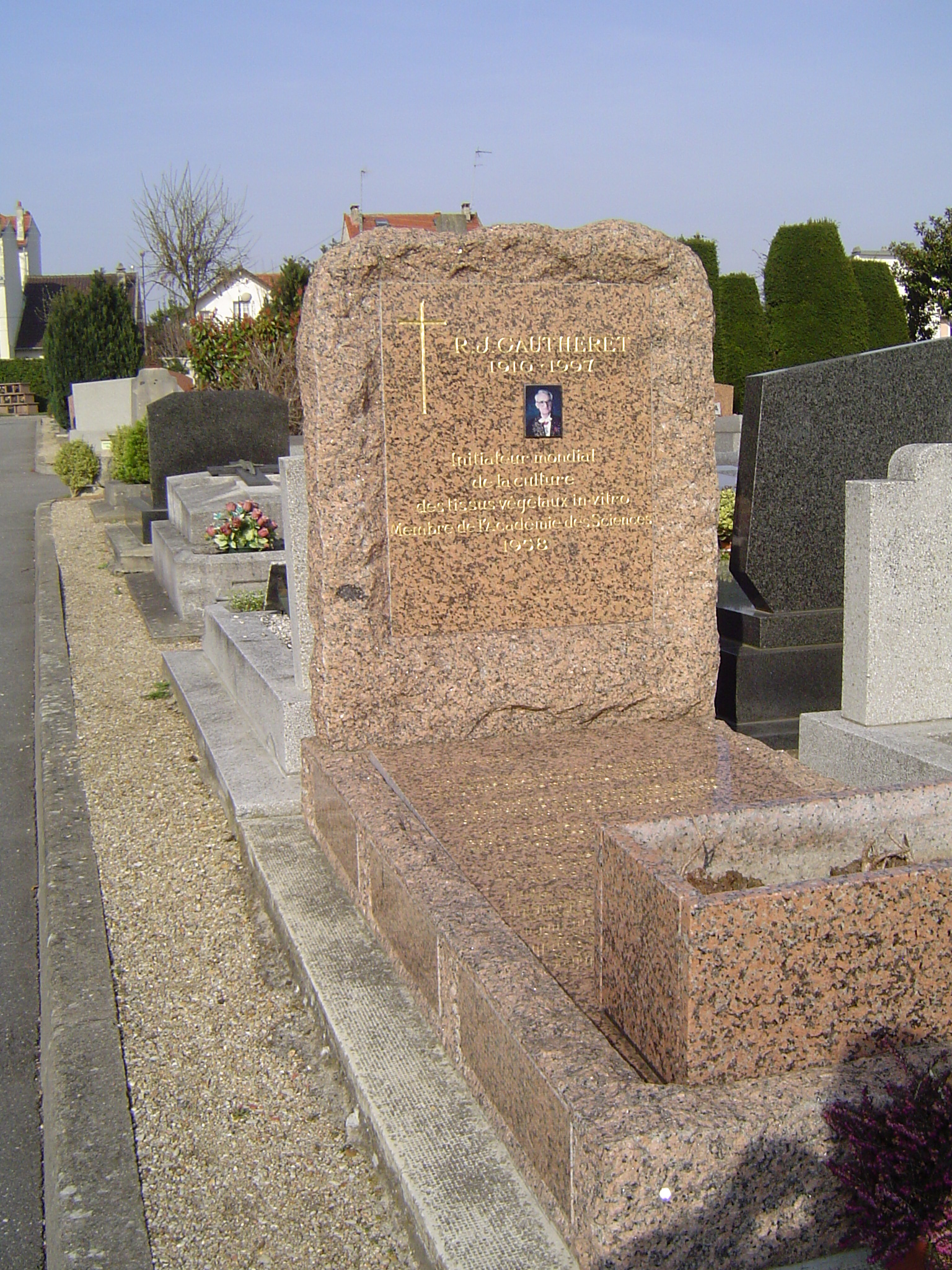
Roger Jean Gautheret.
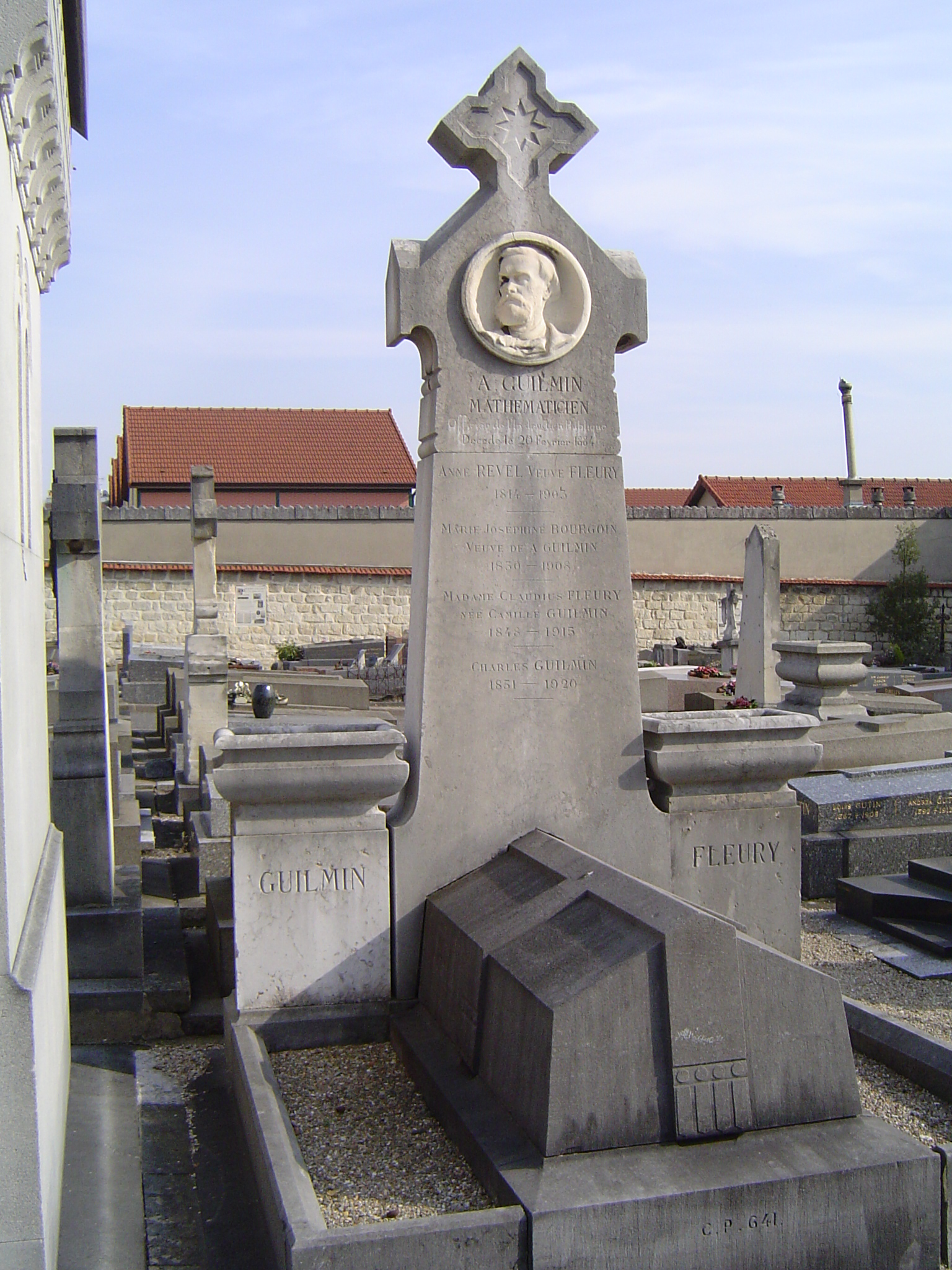
Adrien Guilmin.
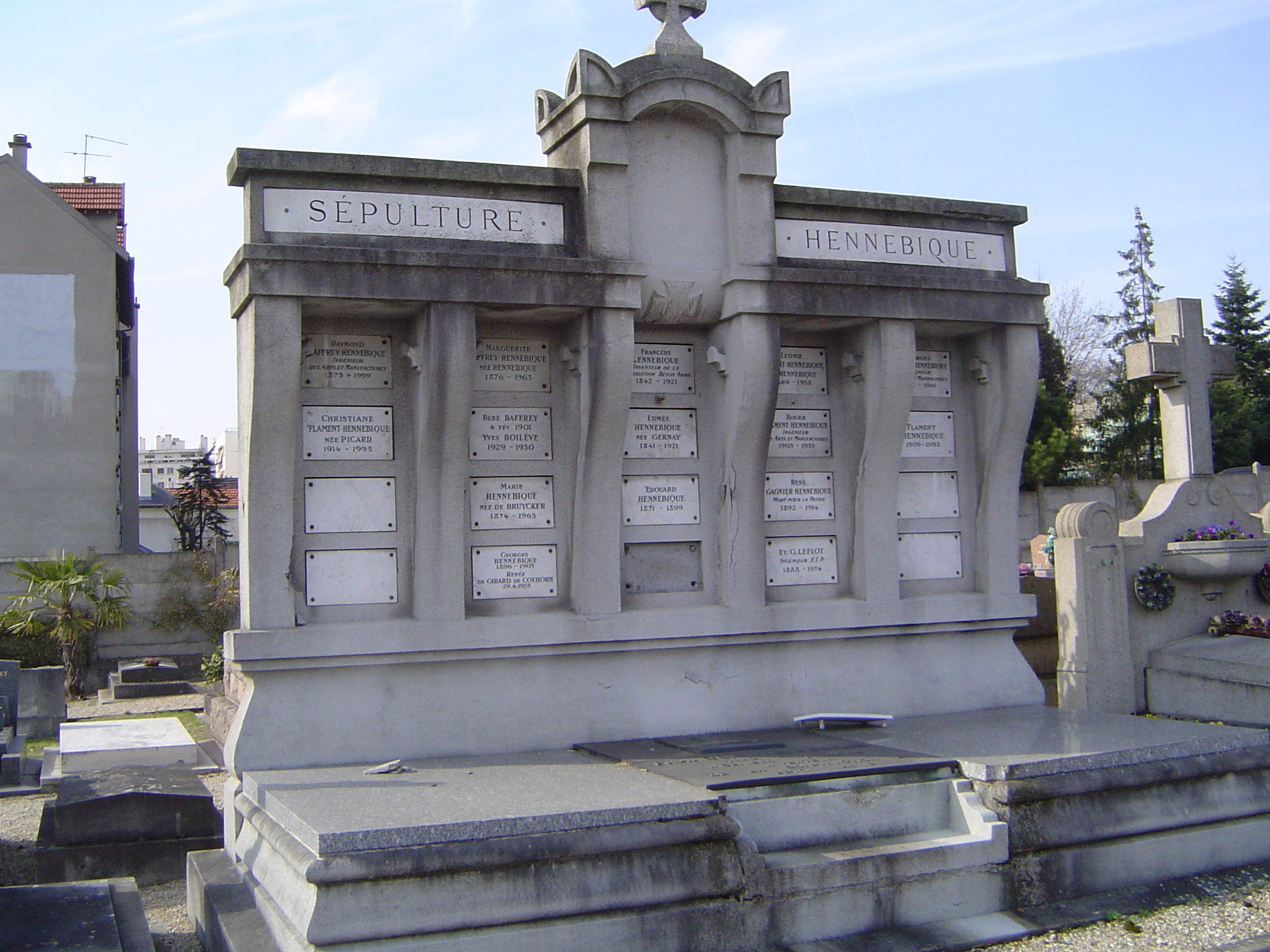
François Hennebique.
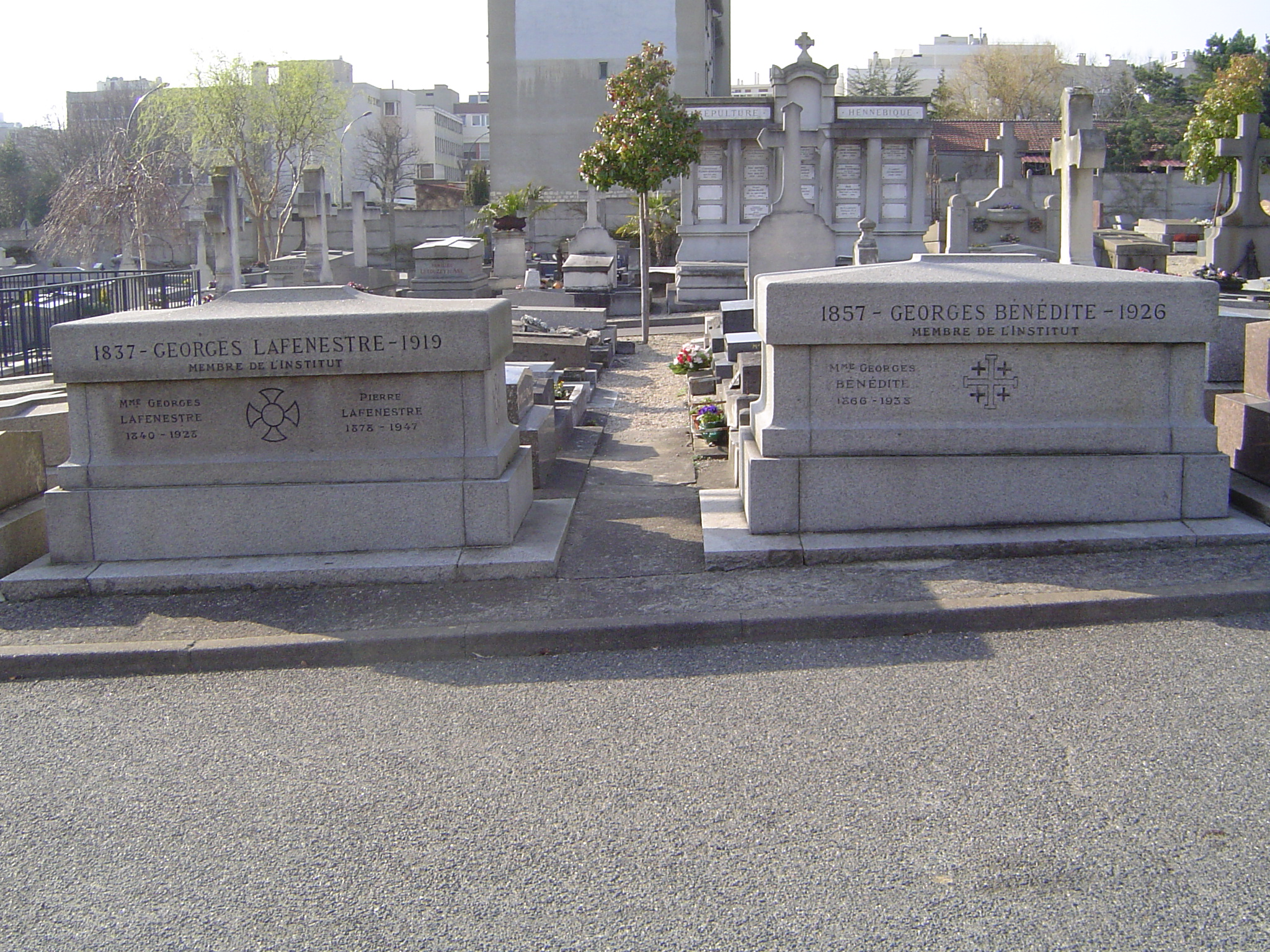
Georges Lafenestre et Georges Bénédite.
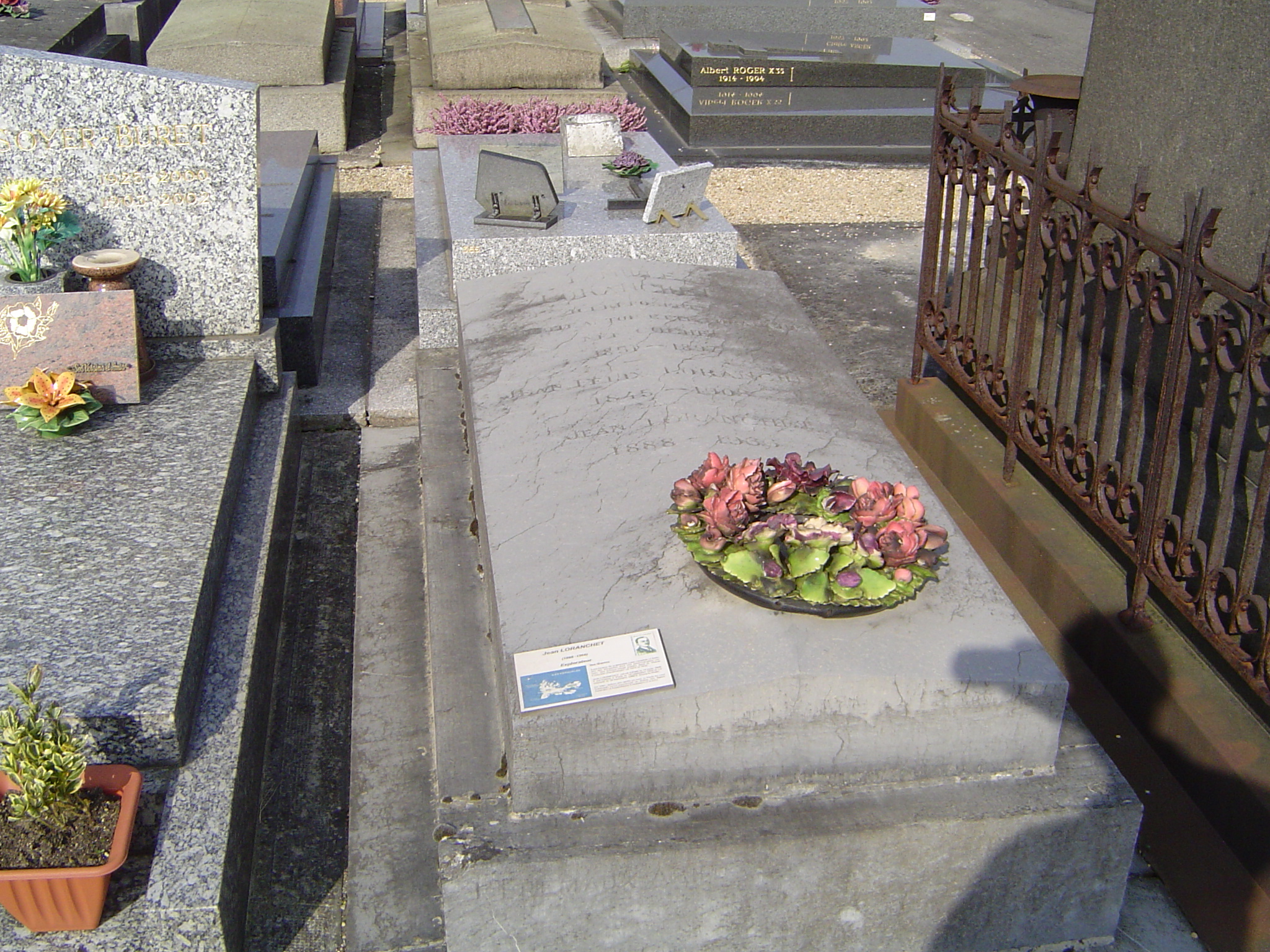
Jean Félix Loranchet.
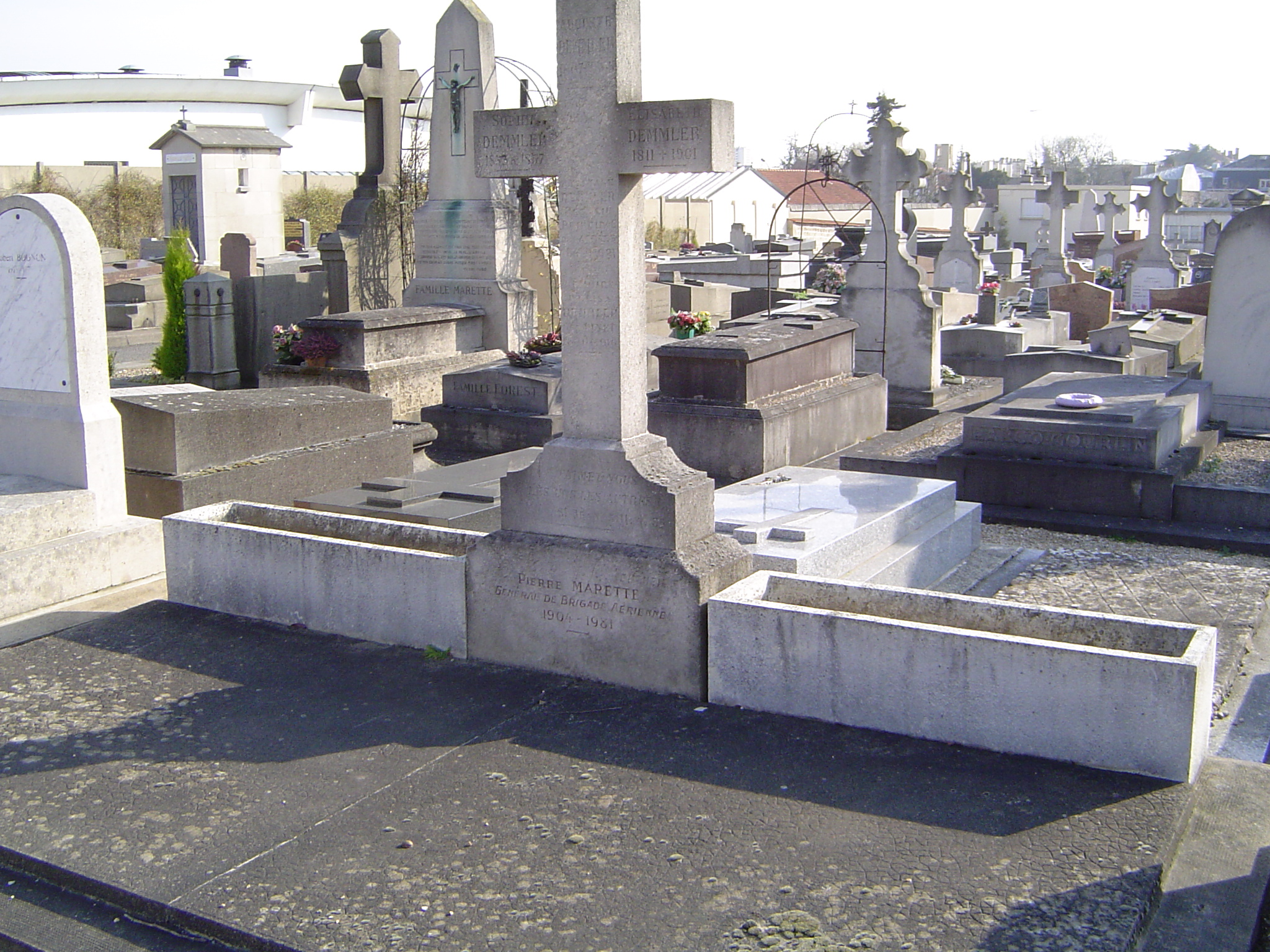
Famille Marette.
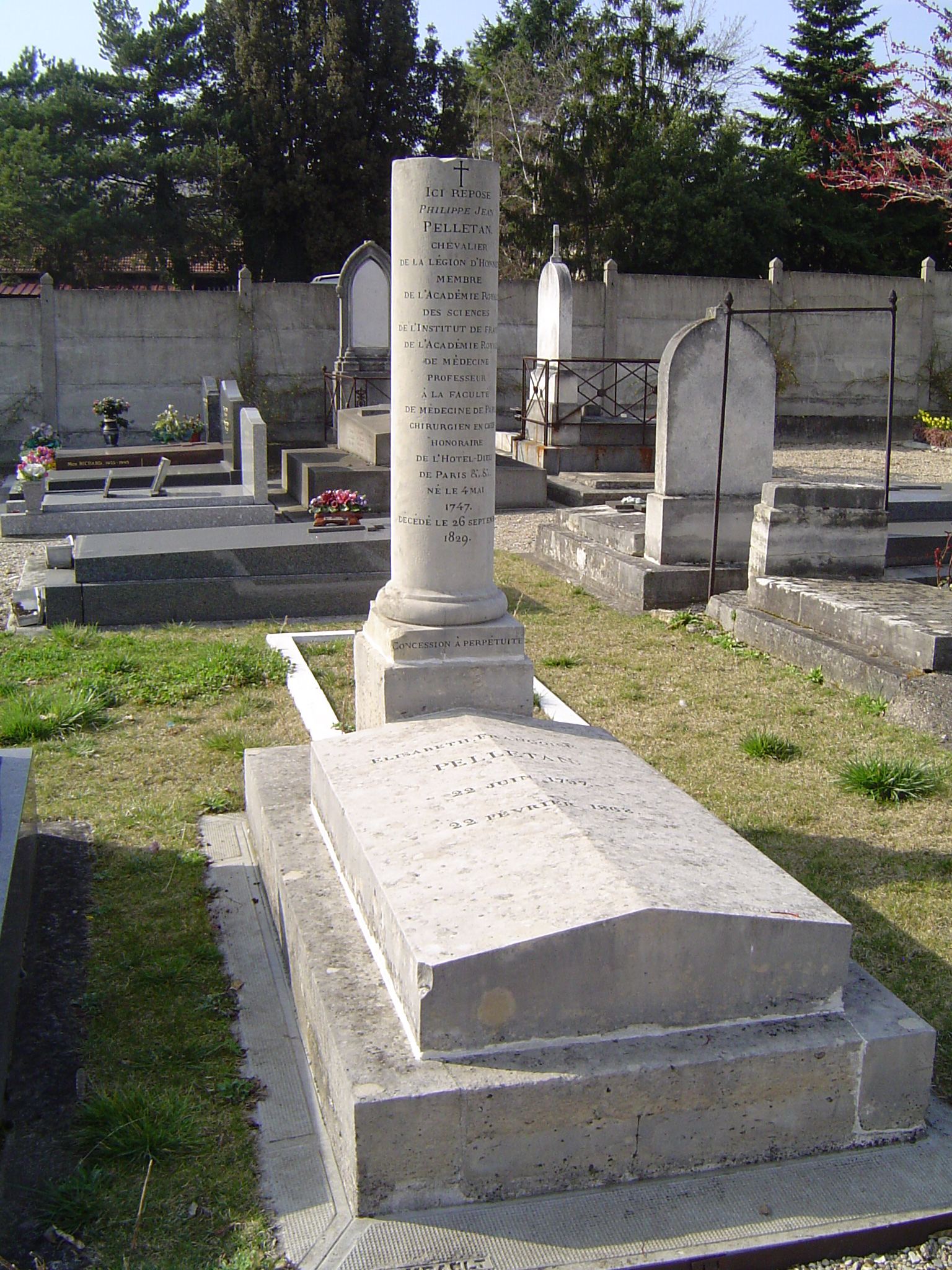
Philippe-Jean Pelletan.
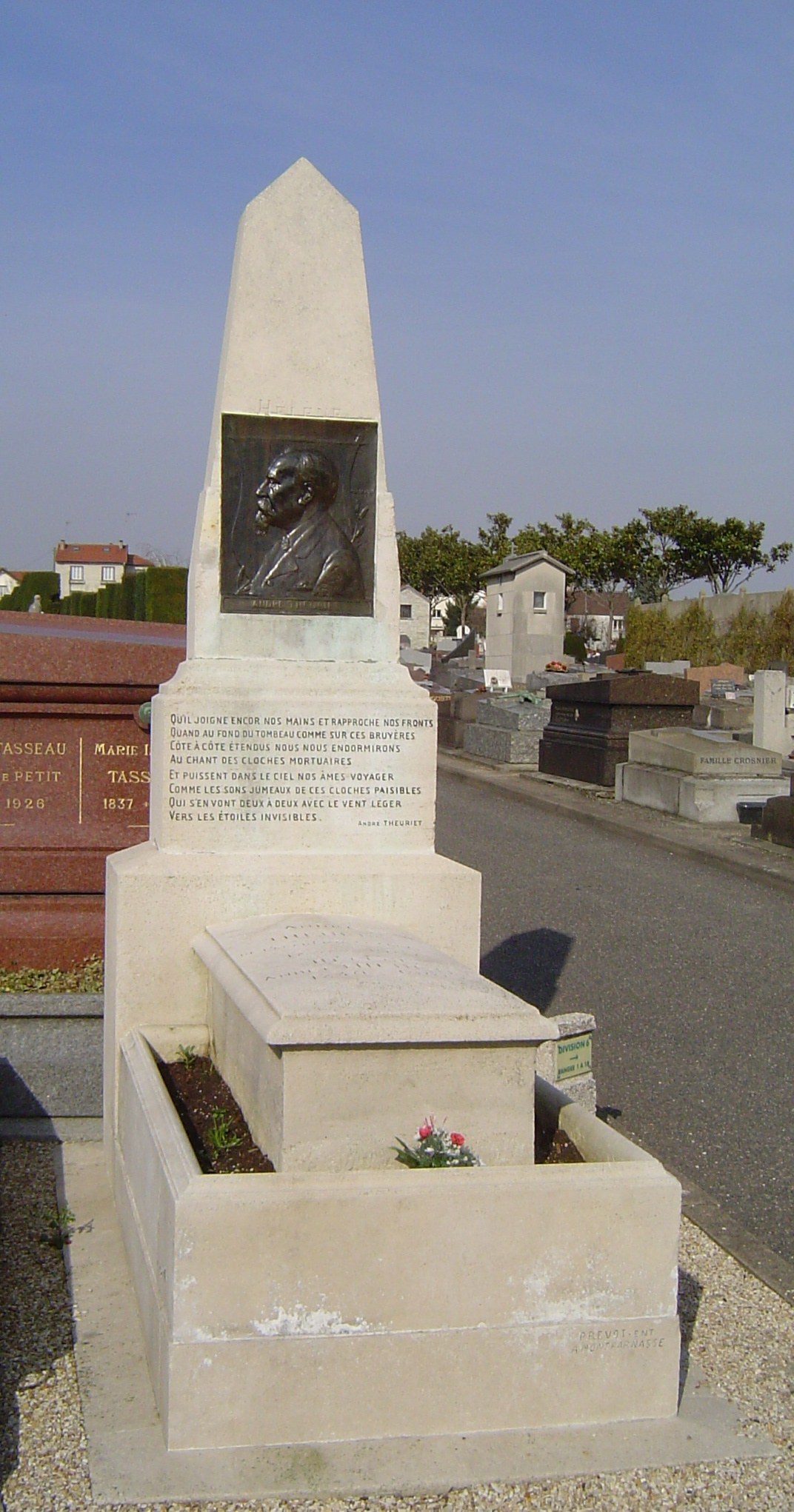
André Theuriet.

### Bourg-la-Reine dans les arts et la culture
- Jean-Charles-Joseph Rémond (1795-1875) a peint Prairie à Bourg la Reine, huile sur toile (vers 1840).
- Maurice Utrillo (1883-1955) a peint quelques œuvres montrant des vues de Bourg-la-Reine, par exemple : Maison de santé du docteur Marteau à Bourg-la-Reine (1923), Bourg-la-Reine sous la neige (plusieurs versions), Maison de l'infante d'Espagne à Bourg-la-Reine, etc.
- Dans Le Testament, François Villon écrit au sujet de son passage à Bourg-la-Reine en 1455 où il fit franches repues en compagnie de l'abbesse de l'abbaye de Port-Royal, Huguette  du Hamel :

Item, donne à Perrot Girard

Barbier, juré du Bourg-la-Royne

Deux bassins et un  coquemard

Puis qu'à gaigner mect telle peine

Des ans y a demi douzaine

Qu'en son hostel, de cochons gras

M'apastela une sepmaine;

Tesmoing l'abesse de Pourras
Alain Fournier a fait ses manœuvres militaires à Bourg-la-Reine, selon ses Lettres à sa famille (13 décembre 1907, lettre à ses parents).
- Julien Clerc, ancien élève au lycée Lakanal, évoque la ville de sa jeunesse dans la chanson Bourg-la-Reine (texte d'Étienne Roda-Gil et musique de Julien Clerc, 1970) :

Après-midi au parc de Sceaux

Dans l'allée tout au bord du Grand Canal

À deux pas de Lakanal

[…]:

Tu étais encore lycéenne

Chez les sœurs à Bourg-La-Reine

Hauts-de-Seine

#### Bourg-la-Reine et le cinéma
Trois cinémas ont existé à Bourg-la-Reine, Le Mignon au 141, avenue du Général-Leclerc, L'Électrique qui disparut lors de la percée du boulevard Joffre et se trouvait au 55 (actuellement Monoprix) et le plus connu le Régina au 3, rue René-Roeckel ,.
Des scènes du film moyen métrage français La Carrière de Suzanne, deuxième volet, sorti en 1963, du cycle des Six contes moraux réalisé par le cinéaste de la Nouvelle Vague Éric Rohmer se déroulent selon l'intrigue à Bourg-la-Reine. Une partie du tournage a effectivement eu lieu dans la commune ; ainsi des séquences montrent ce qui semble être la villa des Troènes sise 14, rue du Colonel-Candelot (la maison du personnage Guillaume Peuch-Drumond), un quai de la gare de Bourg-la-Reine (quand le personnage Bertrand, le narrateur, rentre à Paris), une rame de la ligne de Sceaux circulant près de celle-ci et une vue de l'ouest de Bourg-la-Reine, en direction de Bagneux, prise depuis la voiture d'une rame.

### Bourg-la-Reine et la botanique
Un des cultivars d'Agastache mexicana, une plante herbacée cultivée  comme plante ornementale, aromatique et condimentaire est l'Agastache mexicana 'Bourg-la-Reine', qui existe en différentes teintes (rose, violet ou jaune).

### Personnalités liées à la commune

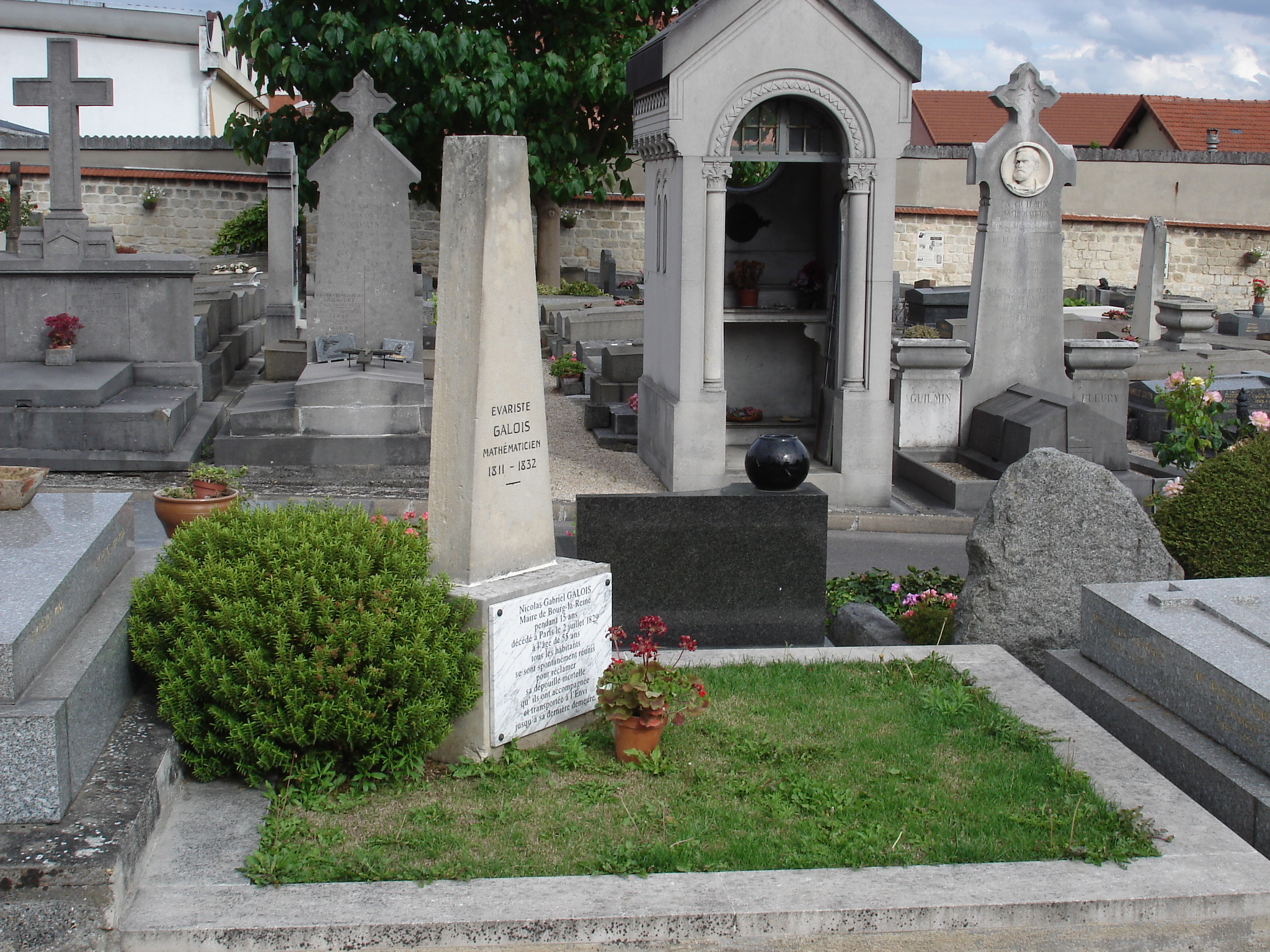
La tombe de Gabriel Galois et le cénotaphe d’Évariste.

- Olivier Bodart (1971-), auteur et artiste plasticien est né à Bourg-la-Reine
- Évariste Galois (1811-1832), mathématicien  est né à Bourg-la-Reine (appelé à cette époque Bourg-Égalité)
- Philippe Laudenbach (1936-2024), acteur français, y est né.
- Charles Péguy (1873-1914), écrivain, poète, essayiste et officier de réserve français y possèdait une maison au 7 rue André Theuriet[96],[97].

### Héraldique
| Blason de Bourg-la-Reine | Blason  | Parti, au 1er d'azur à trois fleurs de lys d'or, au 2e d'hermine plain.                       |
| Blason de Bourg-la-Reine | Détails | Ces armes sont identiques à celles de Brest. Le statut officiel du blason reste à déterminer. |

## Pour approfondir

### Sources primaires
- Bibliothèque nationale de France :
  - Cote : Français 18758. Ancienne cote : Séguier-Coislin. Saint-Germain français 332. « Recueil de plusieurs tiltres, papiers et enseignemens consernans les gens de mainmorte, [principalement] de la ville, fauxbourgs et eslection de Paris. » Quelques actes royaux, inventaires de pièces, déclarations, nombreuses suppliques. (1127-1644). XVIIe siècle. Papier.I et 638 feuillets.322 × 238 mm. Reliure parchemin. Manuscrit en français : (abbaye de Montmartre fol.244) ; (église de Bourg-la-Reine, fol.563).
- Archives nationales de France : 
  - Série T//1629. Procès-verbaux d'inventaires de l'an II à IV. - T//1493/10 :pièces particulières au district de Bourg-l'Égalité; lettres des électeurs du district : procès-verbaux de nominations et élections; épurement des agents nationaux: renseignements sur les citoyens qui peuvent dignement remplir les fonctions publiques; tableaux des prisonniers (1791-1795).